# Liste des villes et villages arabes dépeuplés durant l'exode palestinien de 1948
Cet article présente la liste des villes et villages arabes dépeuplés par l’exode palestinien de 1948. Durant la guerre israélo-arabe de 1948-1949, qui provoqua la Nakba, des centaines de villages (entre 400 et 1000 selon les façons de compter) et des dizaines de villes palestiniens ont été vidés de leur population par la force, une grand part d’entre eux étant détruits et rendus inhabitables : seuls 7 subsistent. Tous les lieux listés ici sont actuellement en Israël ; la plupart ont été repeuplés par des Israéliens, et leurs noms hébraïsés. D’autres villages ont été dépeuplés par Israël, dans d’autres régions comme le Golan (voir liste) ou à d’autres moments Liste des villages palestiniens expulsés après 1948).

## Liste
Les villes et villages listés ci-après sont triés en fonction des sous-districts de la Palestine mandataire, dans leur sixième découpage adopté durant la Seconde Guerre mondiale.

## Contexte
Parmi les causes avancées figurent aux fuites :
- les troubles causés par la guerre civile dès 1947 et la guerre israélo-arabe qui a suivi ;
- les massacres commis par les milices juives (Hagana, Irgoun, Lehi) puis par l’armée israélienne. Selon Benny Morris, ces massacres n’étaient pas des bavures, mais prémédités, comme celui de Deir Yassin[1].

David Ben Gourion avait demandé que le maximum d’Arabes soient chassés de Palestine au cours de la guerre de 1948. L’exode est provoqué par des intimidations, des exécutions sommaires et des massacres. Dans certains cas, des bus arrivaient pour transporter les Palestiniens qui voulaient partir ; dès qu’ils étaient partis, des bulldozers rasaient les maisons. Le plan d’opérations des forces juives, ou plan Daleth, prévoyait l’expulsion d’un maximum de villages.

## État actuel
Les totaux différent selon les auteurs. Ilan Pappé recense 531 villages et 11 villes. Salman Abu Sitta recense 531 villages, villes et tribus. L’ONG De-Colonizer recense 578 villages arabes détruits en 1948, et 31 villes.
Seuls sept des 418 villes ou villages abandonnés subsistent,. Des petits groupes d’Arabes subsistent dans quelques villes (Haïfa, Jaffa et Acre) ; Jérusalem est divisée entre la Jordanie et Israël. Environ 30 000 Palestiniens restent à Jérusalem dans ce qui devient le quartier arabe (Jérusalem-Est). 30 000 réfugiés non juifs sont installés à Jérusalem-Est, et 5 000 réfugiés juifs de la Vieille ville vers Jérusalem-Ouest, côté israélien. La majorité des Arabes vivant dans les villes désormais israéliennes, et dont le nom a été hébraïsé (Acre, Akko en hébreu, Akka en arabe, Haïfa, Hefa en hébreu et Hayfa en arabe, Safed, Sefath et Safad, Tibériade Tverya et Tabariya, Ascalon, Beer-Sheva, Jaffa et Beït Shéan) ont fui ou ont été expulsés. La plupart des Palestiniens restés en Israël sont devenus des déplacés internes de leurs proches villages par l’effet de la loi sur la propriété des absents.
Un grand nombre des villes et villages ont été détruits par l’armée israélienne après la guerre de 1948-1949, mais entre 1950 et 1965 ce sont encore 100 villages qui sont détruits — dont plusieurs des plus grands villages abandonnés — par l’administration foncière d’Israël (en).
Outre les villages détruits, Dominique Vidal et Philippe Rekacewicz comptabilisent les villages judaïsés, pour aboutir aux totaux suivants :
- 612 villages de moins de 100 habitants ;
- 417 villes et villages de 100 à 3000 habitants ;
- 34 villes de plus de 3000 habitants.

### Avancée des recherches
Les premières publications recensant de manière assez large les villages arabes détruits sont celles de Benny Morris (The Birth Of The Palestinian Refugee Problem, en anglais : La Naissance du problème des réfugiés palestiniens'', première édition en 1989) et de Walid Khalidi (Pour ne jamais oublier : les villages de Palestine détruits par Israël en 1948 et les noms de leurs martyrs (en) paru en 1992 en anglais, en 1997 en arabe et en 2001 en français). Les recherches ont progressivement augmenté ce recensement, notamment avec l’inclusion plus large des tribus bédouines par Salman Abu Sitta dans son ouvrage paru en 2000 The Palestinian Nakba 1948: The Register of Depopulated Localities in Palestine.

## Mémoire
En 2011, plus de 120 livres du souvenir documentent l’histoire de ces villages dépeuplés. Ces livres sont basés sur les récits donnés par les villageois. Selon Rochelle A. Davis, les auteurs cherchent à « passer l’information sur leurs villages et leurs valeurs aux générations futures ».
Une application a été créée en 2014 par l’ONG Zochrot pour permettre de localiser ces anciens villages.

## Tableau
| Ville, quartier, village où tribu | Sous-district | Image                                                              | Date de dépeuplement | Population arabe en 1948 | Surface (dounams) | Nom de l’opération israélienne ou unité impliquée | Massacres                                        | État actuel                        | Coordonnées                        | Emplacement actuel |
| --------------------------------- | ------------- | ------------------------------------------------------------------ | -------------------- | ------------------------ | ----------------- | ------------------------------------------------- | ------------------------------------------------ | ---------------------------------- | ---------------------------------- | --- |
| Jaffa                             | Jaffa         |                                                                    | 26 avr. 1948         | 76 920                   | 17 510            |                                                   | Massacre, actes de barbarie                      |                                    | 32° 03′ 08″ N, 34° 45′ 11″ E       | |
| al-Manshiyya (quartier de Jaffa)  | Jaffa         |                                                                    | 1948                 | 12 000                   |                   | Irgoun                                            | bombardements                                    | quartier d’affaires et touristique |                                    | |
| Haïfa                             | Haïfa         |                                                                    | 21 avril 1948        | 72 848                   | 54 305            |                                                   | Massacre, actes de barbarie                      |                                    | 32° 49′ 00″ N, 34° 59′ 00″ E       | |
| Jérusalem (Qatamon)               | Jérusalem     |                                                                    | 28 avril 1948        | 69 693                   | 20 790            | plusieurs                                         | Massacre, actes de barbarie                      |                                    | 31° 45′ 40″ N, 35° 12′ 25″ E       | |
| Tarabin                           | Beer Sheva    |                                                                    | 5 décembre 1948      | 32 665                   | 1 362 475         | Yoav/Assaf                                        |                                                  | Quelques murs                      | 31° 20′ 44″ N, 34° 44′ 21″ E       | |
| Lydda                             | Ramla         | Photo of the village or                                            | 10 juillet 1948      | 19,442                   | 23,723            |                                                   | Massacre, actes de barbarie                      |                                    | 31° 57′ 07″ N, 34° 53′ 17″ E       | |
| Ramla                             | Ramla         | Photo de la localité                                               | 10 juillet 1948      | 17 586                   | 40 567            |                                                   | Acte de barbarie                                 |                                    | 31° 56′ N, 34° 52′ E               | |
| Bédouins 'Azazme                  | Beersheba     |                                                                    | 1er mai 1950         | 16,746                   | 5,700,000         |                                                   |                                                  |                                    |                                    | |
| Bédouins Tiyaha                   | Beersheba     |                                                                    | 20 octobre 1948      | 16 248                   | 2 085 825         | Yoav                                              |                                                  |                                    |                                    | |
| Acre                              | Acre          |                                                                    | 17 mai 1948          | 14 280                   | 1,29[pas clair]   | Ben-Ami                                           | Massacre                                         |                                    | 32° 55′ 40″ N, 35° 04′ 54″ E       | |
| Al Majdal                         | Gaza          |                                                                    | 4 novembre 1948      | 11 496                   | 43 680            | Yoav                                              |                                                  |                                    | 31° 40′ N, 34° 34′ E               | Ascalon |
| Safed (Arabe)                     | Safed         | Photo de la localité                                               | 11 mai 1948          | 11 055                   | 4 431             | Yiftah                                            | Acte de barbarie                                 |                                    | 32° 57′ 57″ N, 35° 29′ 54″ E       | |
| Bédouins Jbarat                   | Beer Sheva    |                                                                    | 20 octobre 1948      | 9 058                    | 379 175           | Yoav                                              |                                                  |                                    |                                    | |
| Salama                            | Jaffa         |                                                                    | 25 avril 1948        | 7 807                    | 6 471             | Hametz                                            | Actes de barbarie                                | 3 familles juives ou plus          | 32° 02′ 57″ N, 34° 48′ 18″ E       | Tel Aviv |
| Bédouins Hanajira                 | Beer Sheva    |                                                                    | 22 décembre 1948     | 7 599                    | 78 325            | Yoav/bataille de la colline 86                    |                                                  |                                    |                                    | |
| al-'Abbasiyya                     | Jaffa         |                                                                    | 4 mai 1948           | 6 554                    | 20 540            |                                                   | Acte de barbarie                                 | 3 familles juives ou plus          | 32° 01′ 51″ N, 34° 53′ 25″ E       | Yehud, Magshimim, Ganne Yehuda, Ganne Tiqwa, et Savyon |
| Beersheba                         | Beer Sheva    | Photo de la localité                                               | 21 octobre 1948      | 6 461                    | 3 890             | Yoav                                              | Massacre, assaut militaire, expulsions           |                                    | 31° 15′ 32″ N, 34° 47′ 59″ E       | |
| Yibna                             | Ramla         |                                                                    | 4 juin 1948          | 6 287                    | 59 554            | Barak                                             |                                                  | 3 familles juives ou plus          | 31° 51′ 58″ N, 34° 44′ 47″ E       | Yavné, Beit Raban, Kfar HaNagid, Beit Gamliel |
| al-Kabri                          | Acre          |                                                                    | 21 mai 1948          | 6 218                    | 47 428            | Ben-Ami                                           | Massacre, assaut militaire, terreur              | ruines                             | 33° 00′ 56″ N, 35° 09′ 03″ E       | Kabri, Ga'aton, Me'ona, Ein Ya'akov, Ma'alot, Kefar Vradim |
| Tibériade (arabe)                 | Tibériade     |                                                                    | 18 avril 1948        | 6 160                    | 15 729            |                                                   | Massacre, actes de barbarie                      |                                    | 32° 47′ 40″ N, 35° 32′ 00″ E       | |
| al-Tira                           | Haïfa         |                                                                    | 16 juillet 1948      | 6 113                    | 45 262            |                                                   | Massacre, actes de barbarie                      | 3 familles juives ou plus          | 32° 45′ 43″ N, 34° 58′ 31″ E       | HaHotrim,, Tirat Carmel, Megadim, Kfar Galim, Kfar Tzvi Sitrin |
| Beisan                            | Beisan        |                                                                    | 12 mai 1948          | 6 009                    | 28 957            | Gideon                                            | Massacre                                         |                                    | 32° 30′ N, 35° 30′ E               | |
| Hamama                            | Gaza          |                                                                    | 4 novembre 1948      | 5 812                    | 41 366            | Yoav                                              |                                                  | Aucune trace                       | 31° 41′ 29″ N, 34° 35′ 24″ E       | Nitzanim, Beit Ezra, Eshkolot |
| al-Faluja                         | Gaza          | Photo de la localité.                                              | 1er mars 1949        | 5 417                    | 38 038            |                                                   |                                                  | ruines                             | 31° 37′ 29″ N, 34° 44′ 52″ E       | Kiryat Gat, Shahar, Noga, Nir Chen, Nehora |
| Isdud                             | Gaza          | Photo de la localité                                               | 28 octobre 1948      | 5 359                    | 47 871            | Yoav/Ha-Har                                       | conquête militaire                               |                                    | 31° 45′ 13″ N, 34° 39′ 43″ E       | Ashdod |
| Saffuriyya                        | Nazareth      | Photo du village en 1949 après son dépeuplement de 5000 habitants. | 16 juillet 1948      | 5 023                    | 55 378            | Dekel                                             | Acte de barbarie                                 | Quelques maisons                   | 32° 44′ 44″ N, 35° 16′ 43″ E       | |
| Bilad el Cheïkh                   | Haïfa         | Photo d’une maison de l’ancien village.                            | 25 avril 1948        | 4 779                    | 9 849             | Barak                                             | Massacre de Bilad el Cheïkh, actes de barbarie   | 3 familles juives ou plus          | 32° 46′ 18″ N, 35° 02′ 32″ E       | Nesher |
| Yazour                            | Jaffa         | Photo de la localité                                               | 1er mai 1948         | 4 675                    | 11 807            | Hametz                                            | actes de barbarie                                | 1 ou 2 familles juives             | 32° 01′ 44″ N, 34° 47′ 58″ E       | Azor, Holon |
| Bayt Dajan                        | Jaffa         |                                                                    | 25 avril 1948        | 4 454                    | 17 327            | Hametz                                            |                                                  | 3 familles juives ou plus          | 32° 00′ 13″ N, 34° 49′ 46″ E       | Beit Dagan,, Mishmar HaShiv'a, Hemed, Ganot |
| 'Ajjur                            | Hébron        |                                                                    | 23 juillet 1948      | 4 327                    | 58 074            | Yoav                                              |                                                  | Quelques maisons                   | 31° 41′ 28″ N, 34° 55′ 26″ E       | Agur, Tzafririm, Givat Yeshayahu, Li-On, Tirosh, Britannia Park |
| al-Dawayima                       | Hébron        |                                                                    | 29 octobre 1948      | 4 304                    | 60 585            | Yoav                                              | Massacre                                         | ruines                             | 31° 32′ 10″ N, 34° 54′ 43″ E       | Karmei Katif, Amatzia |
| Shefa-'Amr                        | Haïfa         | Mariage arabe dans les années 1930.                                | 16 juillet 1948      | 4 211                    | 89 985            | Dekel                                             |                                                  |                                    | 32° 48′ 20″ N, 35° 10′ 10″ E       | |
| Samakh                            | Tibériade     | Rues de la ville après la bataille et le pillage.                  | 28 avril 1948        | 4 014                    | 18 611            |                                                   |                                                  | ruines                             | 32° 42′ 18″ N, 35° 35′ 15″ E       | Maagan,, Tel-Qatzir, Massada, Shaar-Hagolan |
| Ayn Karim                         | Jérusalem     | Photo de la localité                                               | 18 juillet 1948      | 3 689                    | 15 029            |                                                   |                                                  | 3 familles juives ou plus          | 31° 45′ 55″ N, 35° 08′ 58″ E       | |
| al-Safiriyya                      | Jaffa         | Jeune fille de Safiriyya, en 1913.                                 | 20 mai 1948          | 3 561                    | 12 842            | Hametz                                            |                                                  | 3 familles juives ou plus          | 31° 59′ 36″ N, 34° 51′ 04″ E       | Tzafria, Kfar-Habad, Ahi'ezer, Tochelet, Sharir, Shafrir (sur le site de l’actuelle Kfar-Habad), a été absorbée par la précédente et se situe dans la banlieue de Rishon LeZion |
| Ijzim                             | Haïfa         |                                                                    | 24 juillet 1948      | 3 445                    | 46 905            | Shoter                                            | Massacre                                         | 3 familles juives ou plus          | 32° 38′ 41″ N, 34° 59′ 17″ E       | Kerem Maharal |
| al-Bassa                          | Acre          | Maison abandonnée.                                                 | 14 mai 1948          | 3 422                    | 29 535            |                                                   | massacre d’Al-Bassa, assaut militaire, expulsion | Quelques maisons                   | 33° 04′ 34″ N, 35° 08′ 27″ E       | Betzet, Rosh HaNikra, Shlomi,, en 1949-50. Tzahal,, en 1949, Matzuva |
| Kafr 'Ana                         | Jaffa         | Kafr 'Ana en 1947.                                                 | 25 avril 1948        | 3 248                    | 17 353            | Hametz                                            |                                                  | Aucune trace                       | 32° 01′ 38″ N, 34° 52′ 05″ E       | Neve Monosson, Yagel, Or Yehuda |
| Bayt Daras                        | Gaza          | Installation d’une base des forces de défense israélienne.         | 11 mai 1948          | 3 190                    | 16 357            |                                                   | Massacre, actes de barbarie                      | ruines                             | 31° 43′ 24″ N, 34° 40′ 58″ E       | Giv'ati,, Emunim, Azrikam |
| Burayr                            | Gaza          |                                                                    | 12 mai 1948          | 3 178                    | 46 184            | Barak                                             | Massacre                                         | Quelques murs                      | 31° 34′ 14″ N, 34° 38′ 21″ E       | Bror Hayil,, Tlamim, Zohar, Sde David, Heletz |
| Lifta                             | Jérusalem     | Maisons arabes abandonnées à Lifta.                                | 1er janvier 1948     | 2 958                    | 8 743             |                                                   | Acte de barbarie                                 | 3 familles juives ou plus          | 31° 47′ 43″ N, 35° 11′ 47″ E       | |
| al-Masmiyya al-Kabira             | Gaza          | Vue aérienne du village regroupé en 1947.                          | 8 juillet 1948       | 2 923                    | 20 687            | An-Far                                            |                                                  | 3 familles juives ou plus          | 31° 45′ 27″ N, 34° 47′ 05″ E       | Bnei Re'em, Hatzav, Yinon, Ahva |
| Aqir                              | Ramla         | Destruction d’une maison d’Aqir par les Israéliens.                | 6 mai 1948           | 2 877                    | 15 825            |                                                   | Acte de barbarie                                 | 3 familles juives ou plus          | 31° 51′ 40″ N, 34° 49′ 23″ E       | Kiryat Ekron, Mazkeret Batya, Ganei Yohanan |
| Bayt Jibrin                       | Hébron        | Photo de la localité.                                              | 29 octobre 1948      | 2 819                    | 56 185            | Yoav                                              |                                                  | 3 familles juives ou plus          | 31° 36′ 19″ N, 34° 53′ 54″ E       | Beit Guvrin (kibboutz) |
| al-Jura                           | Gaza          |                                                                    | 4 novembre 1948      | 2 807                    | 12 224            | Yoav                                              |                                                  | Quelques maisons                   | 31° 39′ 54″ N, 34° 33′ 15″ E       | Ascalon |
| Barbara                           | Gaza          |                                                                    | 4 novembre 1948      | 2 796                    | 13 978            | Yoav                                              |                                                  | Quelques murs                      | 31° 37′ 26″ N, 34° 34′ 46″ E       | Mavki'im,, Talmei Yafeh |
| Bayt Mahsir                       | Jérusalem     |                                                                    | 10 mai 1948          | 2 784                    | 16 268            |                                                   |                                                  | 3 familles juives ou plus          | 31° 47′ 40″ N, 35° 02′ 05″ E       | Beit Meir,, Mesilat Zion |
| Zarnuqa                           | Ramla         |                                                                    | 27 mai 1948          | 2 761                    | 6 068             | Barak                                             | Acte de barbarie                                 | 1 ou 2 familles juives             | 31° 52′ 49″ N, 34° 47′ 23″ E       | Rehovot, Kvutzat Shiller, Gibton et Guivat-Brener |
| Lubya                             | Tibériade     |                                                                    | 16 juillet 1948      | 2 726                    | 39 629            | Dekel                                             |                                                  | ruines                             | 32° 46′ 33″ N, 35° 25′ 46″ E       | Lavi, forêt de pins de Lavi, parc Sud-Africain |
| Bayt Nabala                       | Ramla         |                                                                    | 13 mai 1948          | 2 680                    | 15 051            |                                                   |                                                  | Quelques murs                      | 31° 59′ 11″ N, 34° 57′ 32″ E       | Kfar Truman et Beit Nehemia |
| Dayr al-Qassi                     | Acre          |                                                                    | 30 octobre 1948      | 2 668                    | 34 011            | Hiram                                             |                                                  | 3 familles juives ou plus          | 33° 02′ 07″ N, 35° 19′ 30″ E       | Mattat, Elkosh,, Abirim, Netua |
| Hiribya                           | Gaza          |                                                                    | 1er novembre 1948    | 2 598                    | 22 312            | Yoav                                              |                                                  | Quelques maisons                   | 31° 36′ 21″ N, 34° 32′ 47″ E       | Zikim, Karmia, Yad Mordechai |
| Wadi al-Hawarith                  | Tulkarem      |                                                                    | 15 mars 1948         | 2 552                    | 4 447             |                                                   | Acte de barbarie                                 | 1 ou 2 familles juives             | 32° 23′ 56″ N, 34° 52′ 48″ E       | Kfar Haroeh, Geulei Teiman |
| Ayn Ghazal                        | Haïfa         |                                                                    | 24 juillet 1948      | 2 517                    | 18 079            | Shoter                                            | Massacre                                         | Quelques murs                      | 32° 37′ 55″ N, 34° 58′ 03″ E       | Ein Ayala, Ofer |
| Bayt Nattif                       | Hébron        |                                                                    | 21 octobre 1948      | 2 494                    | 44 587            | Ha-Har                                            |                                                  | ruines                             | 31° 41′ 44″ N, 34° 59′ 46″ E       | Netiv HaLamed-Heh, Aviezer, Neve Michael |
| al-Mansura                        | Tibériade     |                                                                    | 10 mai 1948          | 2 482                    | 55 583            | Hiram                                             |                                                  | Quelques murs                      | 32° 53′ 39″ N, 35° 25′ 03″ E       | Chazon, Tefashot, Kallanit, Ravid |
| Dayr Aban                         | Jérusalem     |                                                                    | 19 octobre 1948      | 2 436                    | 22 734            | Ha-Har                                            |                                                  | Quelques murs                      | 31° 44′ 35″ N, 35° 00′ 38″ E       | Tzora, Mahseya, Bet Shemesh, et Yishi |
| Iraq al-Manshiyya                 | Gaza          |                                                                    | 1er mars 1949        | 2 332                    | 17 901            | Yoav                                              |                                                  | Aucune trace                       | 31° 36′ 17″ N, 34° 46′ 59″ E       | Gat, Kiryat Gat, Sde Moshe |
| al-Qubab                          | Ramla         |                                                                    | 15 mai 1948          | 2 297                    | 13 918            |                                                   |                                                  | 3 familles juives ou plus          | 31° 52′ 00″ N, 34° 57′ 15″ E       | Gezer, Kefar Bin-Nun,, Mishmar Ayyalon |
| Qaqun                             | Tulkarem      | Photo de la localité                                               | 5 juin 1948          | 2 285                    | 41 767            |                                                   |                                                  | ruines                             | 32° 21′ 36″ N, 34° 59′ 43″ E       | HaMa'apil, Gan Yoshiya, Ometz, ´Olesh, Haniel, Yikon |
| Sarafand al-Amar                  | Ramla         |                                                                    | 20 mai 1948          | 2 262                    | 13 267            | Barak                                             |                                                  | 1 ou 2 familles juives             | 31° 57′ 34″ N, 34° 50′ 58″ E       | Zerifin et Nir Zevi |
| al-Maliha                         | Jérusalem     |                                                                    | 15 juillet 1948      | 2 250                    | 6 828             | Dani                                              |                                                  | 3 familles juives ou plus          | 31° 45′ 08″ N, 35° 10′ 55″ E       | |
| Cheikh Muwannis                   | Jaffa         |                                                                    | 30 mars 1948         | 2 239                    | 15 972            |                                                   | Acte de barbarie                                 | 3 familles juives ou plus          | 32° 06′ 50″ N, 34° 48′ 15″ E       | Tel Aviv |
| az-Zeeb                           | Acre          |                                                                    | 14 mai 1948          | 2 216                    | 12 607            |                                                   | assaut militaire                                 | Quelques maisons                   | 33° 02′ 57″ N, 35° 06′ 08″ E       | |
| al-Mujaydil                       | Nazareth      |                                                                    | 15 juillet 1948      | 2 204                    | 18 836            | Dekel                                             |                                                  | ruines                             | 32° 40′ 40″ N, 35° 14′ 31″ E       | Migdal HaEmek, Yifat |
| Abu Kishk                         | Jaffa         |                                                                    | 30 mars 1948         | 2 204                    | 18 470            |                                                   |                                                  | Quelques maisons                   | 32° 08′ 11″ N, 34° 51′ 55″ E       | Herzliya |
| Khirbat al-Wa'ra al-Sawda'        | Tibériade     |                                                                    | 18 avril 1948        | 2 169                    | 7 036             | Dekel                                             | Massacre                                         | Quelques murs                      | 32° 50′ 02″ N, 35° 28′ 51″ E       | |
| al-Khalisah                       | Safed         |                                                                    | 11 mai 1948          | 2 134                    | 11 280            | Yiftah                                            |                                                  | Quelques maisons                   | 33° 12′ 52″ N, 35° 34′ 02″ E       | Kiryat Shmona |
| Dayr Tarif                        | Ramla         |                                                                    | 10 juillet 1948      | 2 030                    | 8 756             | Dani                                              | Acte de barbarie                                 | ruines                             | 31° 59′ 26″ N, 34° 56′ 23″ E       | Beit Arif |
| al-Maghar                         | Ramla         |                                                                    | 18 mai 1948          | 2 018                    | 15 390            | Barak                                             |                                                  | 3 familles juives ou plus          | 31° 50′ 19″ N, 34° 46′ 56″ E       | Beit Elazari |
| al-Qubayba                        | Ramla         |                                                                    | 27 mai 1948          | 1 995                    | 10 737            | Barak                                             |                                                  | 1 ou 2 familles juives             | 31° 53′ 41″ N, 34° 46′ 17″ E       | Ge'alya, Kfar Gevirol (annexé à Rehovot), Kefar Hanaggid proche des terres colonisées mais situé sur des terres appartenant à Yibna                                             |
| Sabbarin                          | Haïfa         |                                                                    | 12 mai 1948          | 1 972                    | 25 307            | Mishmar HaEmek                                    | Massacre                                         | ruines                             | 32° 34′ 16″ N, 35° 01′ 23″ E       | Ramot Menashe, Amikam |
| al-Walaja                         | Jérusalem     |                                                                    | 21 octobre 1948      | 1 914                    | 17 708            | Ha-Har                                            |                                                  | Quelques maisons                   | 31° 43′ 53″ N, 35° 09′ 49″ E       | Aminadav |
| Bashshit                          | Ramla         |                                                                    | 13 mai 1948          | 1 879                    | 18 553            |                                                   |                                                  | 1 ou 2 familles juives             | 31° 49′ 27″ N, 34° 44′ 48″ E       | Neve Mivtah, Meshar, Kfar Mordechai, Misgav Dov, Kannot, Shedema, et Aseret. |
| Hunin                             | Safed         |                                                                    | 3 mai 1948           | 1 879                    | 14 224            | Yiftah                                            | Massacre                                         | ruines                             | 33° 12′ 52″ N, 35° 32′ 41″ E       | Misgav Am, Margaliot |
| Wadi Hunayn                       | Ramla         |                                                                    | 17 avril 1948        | 1 879                    | 5 401             | Nachshon                                          |                                                  | 1 ou 2 familles juives             | 31° 55′ 39″ N, 34° 47′ 43″ E       | Israel Institute for Biological Research occupe l’ancien palais d’Abou Omar Effendi, Ness Ziona                                                                                 |
| Arab al Bashatwi                  | Beisan        |                                                                    | 16 mai 1948          | 1 810                    | 20 739            |                                                   |                                                  | Aucune trace                       |                                    | |
| Majdal Yaba                       | Ramla         |                                                                    | 13 juillet 1948      | 1 763                    | 26 632            | Dani                                              |                                                  | ruines                             | 32° 04′ 51,04″ N, 34° 57′ 24,97″ E | Rosh HaAyin, Givat HaShlosha, Nahshonim, parc national de Migdal Afek |
| al-Salihiyya                      | Safed         |                                                                    | 25 mai 1948          | 1 763                    | 5 607             | Yiftah                                            |                                                  | Aucune trace                       | 33° 10′ 02″ N, 35° 36′ 45″ E       | |
| Jimzu                             | Ramla         |                                                                    | 10 juillet 1948      | 1 752                    | 9 681             | Dani                                              |                                                  | Quelques murs                      | 31° 55′ 51″ N, 34° 56′ 47″ E       | Moshav Gimzo |
| Jiddin                            | Acre          |                                                                    | 1er juillet 1948     | 1 740                    | 7 587             |                                                   |                                                  | ruines                             | 32° 59′ 40″ N, 35° 13′ 19″ E       | Yehiam, Kiryat, et Ga'aton, |
| al-Tantoura                       | Haïfa         |                                                                    | 21 mai 1948          | 1 728                    | 14 520            | Opération Namal                                   | Massacre                                         | Quelques maisons                   | 32° 36′ 34″ N, 34° 55′ 04″ E       | Nahsholim, Dor |
| Imm al-Zinât                      | Haïfa         |                                                                    | 15 mai 1948          | 1 705                    | 22 156            | Bi’ur Hametz                                      |                                                  | ruines                             | 32° 38′ 50″ N, 35° 03′ 47,8″ E     | Eliakim, |
| al-Na'ani                         | Ramla         |                                                                    | 14 mai 1948          | 1 705                    | 16 129            | Barak                                             |                                                  | Quelques maisons                   | 31° 52′ 20″ N, 34° 52′ 24″ E       | Na'an, Ramot Me'ir |
| al-Birwa                          | Acre          |                                                                    | 11 juin 1948         | 1 694                    | 13 542            | Ben-Ami/Dekel                                     | assaut militaire                                 | Quelques maisons                   | 32° 54′ 19″ N, 35° 10′ 49″ E       | Ahihud, Yas'ur, |
| al-Nabi Rubin                     | Ramla         |                                                                    | 1er juin 1948        | 1 647                    | 31 002            | Barak                                             |                                                  | Quelques maisons                   | 31° 55′ 46″ N, 34° 44′ 02″ E       | Palmachim, Gan Sorek |
| Zir'in                            | Jénine        | Photo de la localité                                               | 28 mai 1948          | 1647                     | 23 920            |                                                   |                                                  | ruines                             | 32° 33′ 27″ N, 35° 19′ 40″ E       | Yizre'el |
| al-Khayriyya                      | Jaffa         |                                                                    | 25 avril 1948        | 1 647                    | 13 672            | Hametz                                            |                                                  | Quelques maisons                   | 32° 02′ 14″ N, 34° 49′ 41″ E       | Ramat Pinkas, parc Ariel-Sharon |
| Innaba                            | Ramla         |                                                                    | 10 juillet 1948      | 1 647                    | 12 857            | Dani                                              |                                                  | ruines                             | 31° 54′ 08″ N, 34° 56′ 52″ E       | Kefar Shemu'el |
| Karatiyya                         | Gaza          |                                                                    | 17 juillet 1948      | 1 589                    | 13 709            |                                                   | Acte de barbarie                                 | ruines                             | 31° 38′ 37″ N, 34° 43′ 33″ E       | Komemiyut, Revaha, Nehora |
| al-Damun                          | Acre          |                                                                    | 15 juillet 1948      | 1,520                    | 20 357            | Dekel                                             | Assaut militaire                                 | ruines                             | 32° 52′ 37″ N, 35° 10′ 59″ E       | |
| Ni'ilya                           | Gaza          |                                                                    | 4 novembre 1948      | 1,520                    | 5,233             | Yoav                                              |                                                  | Quelques maisons                   | 31° 38′ 46″ N, 34° 34′ 18″ E       | Ascalon |
| Tell es-Safi                      | Hébron        |                                                                    | 9 juillet 1948       | 1,496                    | 28 925            | An-Far                                            |                                                  | Quelques murs                      | 31° 41′ 59″ N, 34° 50′ 49″ E       | |
| Simsim                            | Gaza          |                                                                    | 13 mai 1948          | 1,496                    | 16 797            |                                                   | Massacre                                         | ruines                             | 31° 34′ 02″ N, 34° 36′ 26″ E       | Gvar'am |
| al-Tira                           | Ramla         |                                                                    | 10 juillet 1948      | 1,496                    | 6,956             | Dani                                              |                                                  | 3 familles juives ou plus          | 32° 01′ 02″ N, 34° 56′ 35″ E       | Tirat Yehuda, Giv'at Ko'ah, Bareket |
| Kafr Saba                         | Tulkarem      |                                                                    | 15 mai 1948          | 1,473                    | 9,688             |                                                   |                                                  | Quelques maisons                   | 32° 10′ 52″ N, 34° 56′ 14″ E       | Hak'ramim, Beit Berl, Kfar Saba, Neve Yamin |
| al-Sindiyana                      | Haïfa         |                                                                    | 12 mai 1948          | 1,450                    | 15,172            | Mishmar HaEmek                                    |                                                  | ruines                             | 32° 33′ 24″ N, 35° 00′ 08″ E       | Aviel |
| Ghuwayr Abu Shusha                | Tibériade     |                                                                    | 21 avril 1948        | 1 438                    | 12 098            |                                                   |                                                  | ruines                             | 32° 51′ 13″ N, 35° 30′ 34″ E       | Ginosar, Livnim |
| al-Ghabisiyya                     | Acre          |                                                                    | 1er mai 1948         | 1,438                    | 11,786            | Ben-Ami                                           | Acte de barbarie                                 | ruines                             | 33° 00′ 02″ N, 35° 09′ 00″ E       | Netiv HaShayara |
| Ajanjul                           | Ramla         |                                                                    | 12 juillet 1948      | 1,438                    | 11,401            | Dani                                              |                                                  | ruines                             | 31° 52′ 17″ N, 35° 01′ 26″ E       | |
| Amqa                              | Acre          |                                                                    | 10 juillet 1948      | 1,438                    | 6,068             | Dekel                                             | Assaut militaire                                 | ruines                             | 32° 58′ 46″ N, 35° 09′ 48″ E       | |
| al-Jiyya                          | Gaza          |                                                                    | 4 novembre 1948      | 1,427                    | 8,506             | Yoav                                              |                                                  | Aucune trace                       | 31° 37′ 38″ N, 34° 35′ 51″ E       | Beit Shikma, Ge'a, |
| al-'Abisiyya                      | Safed         |                                                                    | 25 mai 1948          | 1 415                    | 15 429            | Yiftah                                            |                                                  | Aucune trace                       | 33° 11′ 55″ N, 35° 37′ 59″ E       | Kfar Szold |
| Qatra                             | Ramla         |                                                                    | 17 mai 1948          | 1 404                    | 7 853             |                                                   |                                                  | Quelques maisons                   | 31° 49′ 18,9″ N, 34° 46′ 39,1″ E   | Guedera et Kidron, |
| al-Mansi                          | Haïfa         |                                                                    | 12 avril 1948        | 1,392                    | 12,272            | Mishmar HaEmek                                    | Acte de barbarie                                 | Quelques murs                      | 32° 35′ 42″ N, 35° 10′ 22″ E       | Midrakh Oz |
| Fajja                             | Jaffa         |                                                                    | 15 mai 1948          | 1,392                    | 4,919             |                                                   | Acte de barbarie                                 | Quelques maisons                   | 32° 05′ 18″ N, 34° 54′ 16″ E       | Petah Tikva |
| Hattin                            | Tibériade     | Photo de la localité                                               | 16 juillet 1948      | 1,380                    | 22 764            | Dekel                                             |                                                  | ruines                             | 32° 48′ 25″ N, 35° 27′ 12″ E       | Arbel, Kefar Zetim |
| az-Zakariyya                      | Hébron        |                                                                    | 1er juin 1950        | 1,369                    | 15,320            |                                                   |                                                  | 3 familles juives ou plus          | 31° 42′ 30″ N, 34° 56′ 50″ E       | Zekharia |
| Jusayr                            | Gaza          |                                                                    | 17 juillet 1948      | 1,369                    | 12,361            |                                                   |                                                  | Quelques maisons                   | 31° 39′ 25″ N, 34° 46′ 15″ E       | Menuha, Wardon |
| al-Muzayri'a                      | Ramla         |                                                                    | 12 juillet 1948      | 1,346                    | 10,822            | Dani                                              |                                                  | ruines                             | 32° 02′ 57″ N, 34° 56′ 58″ E       | Mazor,, Nechalim, El'ad |
| al-Ja'una                         | Safed         |                                                                    | 9 mai 1948           | 1,334                    | 839               | Yiftah                                            |                                                  | 3 familles juives ou plus          | 32° 58′ 18″ N, 35° 31′ 58″ E       | Rosh Pina |
| Jaba'                             | Haïfa         |                                                                    | 24 juillet 1948      | 1,322                    | 7,012             | Shoter                                            |                                                  | ruines                             | 32° 39′ 05″ N, 34° 57′ 43″ E       | Geva Karmel, |
| Bédouins Saidiyeen                | Beer Sheva    |                                                                    | 1er mai 1950         | 1,312                    | 1 238 375         |                                                   |                                                  |                                    |                                    | |
| Suhmata                           | Acre          |                                                                    | 30 octobre 1948      | 1 311                    | 17 056            | Hiram                                             | assaut militaire                                 | Quelques murs                      | 33° 00′ 19″ N, 35° 18′ 14″ E       | Tzuriel, Hosen |
| Sasa                              | Safed         |                                                                    | 30 octobre 1948      | 1,311                    | 14,796            | Hiram                                             | Massacre                                         | 3 familles juives ou plus          | 33° 01′ 43″ N, 35° 23′ 40″ E       | Sasa. |
| Naghnaghiya                       | Haïfa         |                                                                    | 12 avril 1948        | 1 311                    | 12 139            | Mishmar HaEmek                                    | Acte de barbarie                                 | ruines                             | 32° 36′ 12,2″ N, 35° 09′ 26,9″ E   | |
| Lajjun                            | Jénine        |                                                                    | 30 mai 1948          | 1,279                    | 77,242            | Gideon                                            | Massacre                                         | Quelques maisons                   | 32° 34′ 29″ N, 35° 10′ 40″ E       | kibboutz Megiddo |
| Saqiya                            | Jaffa         |                                                                    | 25 avril 1948        | 1 276                    | 5 850             |                                                   |                                                  | 3 familles juives ou plus          | 32° 01′ 44″ N, 34° 50′ 35″ E       | Or Yehuda |
| al-Jammasin al-Gharbi             | Jaffa         |                                                                    | 17 mars 1948         | 1,253                    | 1,365             |                                                   |                                                  | 3 familles juives ou plus          | 32° 05′ 34″ N, 34° 47′ 50″ E       | |
| Yasur                             | Gaza          |                                                                    | 9 juin 1948          | 1,241                    | 16,390            |                                                   |                                                  | Quelques maisons                   | 31° 45′ 56″ N, 34° 44′ 53″ E       | Talmei Yehiel, Bnei Ayish |
| Saliha                            | Safed         |                                                                    | 30 octobre 1948      | 1,241                    | 11,735            | Hiram                                             | Massacre                                         | Quelques maisons                   | 33° 04′ 31″ N, 35° 28′ 20″ E       | Yiron, et Avivim |
| al-Qubayba                        | Hébron        |                                                                    | 28 octobre 1948      | 1 230                    | 11 912            | Yoav                                              |                                                  | Aucune trace                       | 31° 34′ 14″ N, 34° 51′ 16″ E       | Lakhish |
| Bayt Tima                         | Gaza          |                                                                    | 18 octobre 1948      | 1,230                    | 11,032            | Yoav                                              | Massacre                                         | ruines                             | 31° 37′ 24″ N, 34° 38′ 21″ E       | |
| al-Zuq al-Tahtani                 | Safed         |                                                                    | 11 mai 1948          | 1 218                    | 11,634            | Yiftah                                            |                                                  | Quelques maisons                   | 33° 12′ 54″ N, 35° 36′ 04″ E       | Beyt Hillel |
| Kuwaykat                          | Acre          |                                                                    | 10 juillet 1948      | 1,218                    | 4,733             | Dekel                                             | Assaut militaire                                 | ruines                             | 32° 58′ 16″ N, 35° 08′ 48″ E       | Beit HaEmek, |
| Sarafand al-Kharab                | Ramla         |                                                                    | 20 avril 1948        | 1 206                    | 5 503             | Nachshon                                          |                                                  | 1 ou 2 familles juives             | 31° 56′ 11″ N, 34° 48′ 20″ E       | Ness Ziona |
| Bédouins Ehewat                   | Beer Sheva    |                                                                    | 1er mai 1950         | 1 200                    | 1,728,935         |                                                   |                                                  |                                    |                                    | |
| Julis                             | Gaza          |                                                                    | 11 juin 1948         | 1,195                    | 13,584            |                                                   |                                                  | 1 ou 2 familles juives             | 31° 40′ 54″ N, 34° 39′ 13″ E       | Hodaya |
| al-Sawafir al-Gharbiyya           | Gaza          |                                                                    | 18 mai 1948          | 1,195                    | 7,523             | Barak                                             |                                                  | Aucune trace                       | 31° 41′ 57″ N, 34° 42′ 11″ E       | Merkaz Shapira, Masu'ot Yitzhak |
| al-Na'ima                         | Safed         |                                                                    | 14 mai 1948          | 1,195                    | 7,155             | Yiftah                                            |                                                  | Aucune trace                       | 33° 11′ 17″ N, 35° 35′ 42″ E       | Néot-Mordéhaï, Kfar Blum, et Beyt Hillel |
| al-Ghazzawiyya                    | Beisan        |                                                                    | 20 mai 1948          | 1,183                    | 18,408            |                                                   |                                                  | Aucune trace                       | 32° 30′ 08″ N, 35° 32′ 30″ E       | |
| Qoula                             | Ramla         |                                                                    | 10 juillet 1948      | 1,172                    | 4,347             |                                                   | Massacre                                         | ruines                             | 32° 02′ 15″ N, 34° 57′ 12″ E       | |
| Tarbikha                          | Acre          |                                                                    | 1er novembre 1948    | 1,160                    | 18,563            | Hiram                                             | Expulsion                                        | 3 familles juives ou plus          | 33° 04′ 58″ N, 35° 17′ 04″ E       | Shomera,, Even Menachem, Shtula, Zar'it |
| al-Batani al-Gharbi               | Gaza          |                                                                    | 13 mai 1948          | 1,137                    | 4,574             | Barak                                             |                                                  | ruines                             | 31° 45′ 29″ N, 34° 41′ 58″ E       | |
| al-Sawafir al-Sharqiyya           | Gaza          |                                                                    | 18 mai 1948          | 1,125                    | 13,831            | Barak                                             |                                                  | Aucune trace                       | 31° 42′ 00″ N, 34° 42′ 45″ E       | Ein Tzurim, Shafir, Zrahia, Nir Banim |
| Hatta                             | Gaza          |                                                                    | 17 juillet 1948      | 1,125                    | 5,305             |                                                   |                                                  | ruines                             | 31° 39′ 06″ N, 34° 44′ 28″ E       | Zavdiel, Aluma |
| Umm Khalid                        | Tulkarem      |                                                                    | 20 mars 1948         | 1 125                    | 2 894             |                                                   |                                                  | 3 familles juives ou plus          | 32° 19′ 51″ N, 34° 51′ 55″ E       | Netanya |
| Qumbaza                           | Haïfa         |                                                                    | 15 février 1948      | 1,114                    | 31,786            |                                                   | Massacre, actes de barbarie                      | Quelques maisons                   | 32° 37′ 55″ N, 35° 01′ 34″ E       | Kerem Maharal |
| Zikrin                            | Hébron        |                                                                    | 22 octobre 1948      | 1,114                    | 17,195            | Yoav                                              | Acte de barbarie                                 | ruines                             | 31° 39′ 48″ N, 34° 51′ 38″ E       | |
| Alma                              | Safed         |                                                                    | 30 octobre 1948      | 1,102                    | 19,498            | Hiram                                             |                                                  | Quelques murs                      | 33° 03′ 20″ N, 35° 29′ 28″ E       | Alma |
| Summil                            | Gaza          |                                                                    | 8 juillet 1948       | 1,102                    | 19,304            |                                                   |                                                  | Quelques murs                      | 31° 39′ 56″ N, 34° 47′ 43″ E       | Kedma, Sgula, Menuha, Nahala, Vardon |
| Qazaza                            | Ramla         |                                                                    | 9 juillet 1948       | 1,090                    | 18,829            | An-Far                                            | Acte de barbarie                                 |                                    | 31° 46′ 44″ N, 34° 52′ 34″ E       | base de l’armée israélienne |
| Bayt Jirja                        | Gaza          |                                                                    | 30 octobre 1948      | 1,090                    | 8,481             | Yoav                                              |                                                  | Quelques maisons                   | 31° 36′ 11″ N, 34° 34′ 51″ E       | |
| Qaytiyya                          | Safed         |                                                                    | 19 mai 1948          | 1 090                    | 5,390             | Yiftah                                            |                                                  | ruines                             | 33° 11′ 59″ N, 35° 36′ 46″ E       | Kfar Blum, éventuellement aussi Beit Hillel |
| al-Kafrayn                        | Haïfa         |                                                                    | 12 avril 1948        | 1,067                    | 10,882            | Mishmar HaEmek                                    |                                                  | ruines                             | 32° 34′ 25″ N, 35° 07′ 08″ E       | |
| Safsaf                            | Safed         |                                                                    | 29 octobre 1948      | 1,056                    | 7,391             | Hiram                                             | Massacre de Safsaf                               | Quelques maisons                   | 33° 00′ 42″ N, 35° 26′ 44″ E       | Kfar Hoshen,, Bar Yohai |
| Qalunya                           | Jérusalem     |                                                                    | 3 avril 1948         | 1 056                    | 4 844             | Nachshon                                          |                                                  | 1 ou 2 familles juives             | 31° 47′ 39″ N, 35° 09′ 27″ E       | Mevasseret Tsion |
| Qastina                           | Gaza          |                                                                    | 9 juillet 1948       | 1 032                    | 12 019            |                                                   |                                                  | ruines                             | 31° 44′ 21″ N, 34° 45′ 44″ E       | Kfar-Warburg, Arugot, Kfar Ahim, Avigdor, Kiryat-Malakhi |
| Barqa                             | Gaza          |                                                                    | 13 mai 1948          | 1 032                    | 5 206             |                                                   |                                                  | Quelques maisons                   | 31° 46′ 39″ N, 34° 41′ 59″ E       | |
| Mallaha                           | Safed         |                                                                    | 25 mai 1948          | 1 032                    | 2 168             | Yiftah                                            |                                                  | ruines                             | 33° 05′ 24″ N, 35° 34′ 55″ E       | |
| Miska                             | Tulkarem      |                                                                    | 20 avril 1948        | 1 021                    | 8 076             |                                                   |                                                  | ruines                             | 32° 13′ 04″ N, 34° 55′ 29″ E       | Sde Warburg, Mishmeret |
| Abou Shousha                      | Ramla         |                                                                    | 14 mai 1948          | 1 009                    | 9 425             | Barak                                             | Massacre d'Abou Shousha                          | Aucune trace                       | 31° 51′ 25″ N, 34° 54′ 56″ E       | |
| al-'Ubaydiyya                     | Tibériade     |                                                                    | 3 mars 1948          | 1 009                    | 5 173             |                                                   |                                                  | Quelques murs                      | 32° 41′ 00″ N, 35° 33′ 00″ E       | |
| al-Mas'udiyya                     | Jaffa         |                                                                    | 25 décembre 1947     | 986                      |                   |                                                   |                                                  | Quelques maisons                   | 32° 05′ 07″ N, 34° 46′ 54″ E       | Tel Aviv |
| al-Zanghariyya                    | Safed         |                                                                    | 4 mai 1948           | 974                      | 27,918            | Matateh/Yiftah                                    |                                                  | Quelques murs                      | 32° 56′ 29″ N, 35° 35′ 10″ E       | Elifelet |
| Arab al-Nufay'at                  | Haïfa         |                                                                    | 10 avril 1948        | 951                      | 8,937             |                                                   |                                                  | Quelques maisons                   | 32° 25′ 23″ N, 34° 52′ 54″ E       | Mikhmoret |
| Ein al-Zeitoun (Ayn al-Zaytun)    | Safed         | Photo de la localité                                               | 2 mai 1948           | 951                      | 1,100             | Yiftah                                            | Massacre d'Ein al-Zeitoun, actes de barbarie     | Quelques maisons                   | 32° 59′ 14″ N, 35° 29′ 30″ E       | |
| Sirin                             | Beisan        |                                                                    | 6 avril 1948         | 940                      | 28,445            |                                                   |                                                  | Quelques maisons                   | 32° 39′ 15″ N, 35° 30′ 25″ E       | |
| Huj                               | Gaza          |                                                                    | 31 mai 1948          | 940                      | 21 988            |                                                   |                                                  | Quelques maisons                   | 31° 30′ 35″ N, 34° 37′ 21″ E       | Dorot, Havat Shikmim |
| al-Manshiyya                      | Acre          |                                                                    | 14 mai 1948          | 940                      | 14 886            | Ben-Ami                                           | assaut militaire                                 | 1 ou 2 familles juives             | 32° 56′ 06″ N, 35° 05′ 26″ E       | Shomrat, Bustan HaGalil |
| al-Sawalima                       | Jaffa         |                                                                    | 30 mars 1948         | 928                      | 5 942             |                                                   |                                                  | Aucune trace                       | 32° 06′ 59″ N, 34° 50′ 51″ E       | Neve Sharett |
| Umm al-Faraj                      | Acre          |                                                                    | 21 mai 1948          | 928                      | 825               |                                                   | Massacre, assaut militaire                       | ruines                             | 33° 00′ 18″ N, 35° 07′ 16″ E       | Ben Ami |
| Mi'ar                             | Acre          |                                                                    | 15 juillet 1948      | 893                      | 10 788            | Dekel                                             |                                                  | Quelques murs                      | 32° 52′ 27″ N, 35° 14′ 47″ E       | Segev, Ya'ad, Manof |
| al-Shajara                        | Tibériade     |                                                                    | 6 mai 1948           | 893                      | 3,754             |                                                   |                                                  | ruines                             | 32° 45′ 16″ N, 35° 23′ 56″ E       | Ilania |
| Tall al-Turmus                    | Gaza          |                                                                    | 9 juillet 1948       | 882                      | 11 508            | An-Far                                            |                                                  | ruines                             | 31° 43′ 30″ N, 34° 46′ 22″ E       | Timorim |
| al-Sumayriyya                     | Acre          |                                                                    | 14 mai 1948          | 882                      | 8 542             | Ben-Ami                                           | assaut militaire                                 | Quelques murs                      | 32° 58′ 19″ N, 35° 05′ 36″ E       | Lohamei HaGeta'ot,, Shomrat |
| al-Haditha                        | Ramla         |                                                                    | 12 juillet 1948      | 882                      | 7,110             | Dani                                              |                                                  | Quelques maisons                   | 31° 57′ 48″ N, 34° 57′ 07″ E       | |
| Zawiya                            | Safed         |                                                                    | 24 mai 1948          | 882                      | 3,958             | Yiftah                                            |                                                  | Aucune trace                       | 33° 09′ 19″ N, 35° 35′ 50″ E       | Néot-Mordéhaï |
| Qannir                            | Haïfa         |                                                                    | 25 avril 1948        | 870                      | 11 331            |                                                   | Acte de barbarie                                 | ruines                             | 32° 31′ 42″ N, 35° 01′ 51″ E       | Regavim |
| al-Tina                           | Ramla         |                                                                    | 8 juillet 1948       | 870                      | 7,001             | An-Far                                            |                                                  | ruines                             | 31° 44′ 48″ N, 34° 49′ 11″ E       | |
| Khirbat Umm Sabuna                | Beisan        |                                                                    | 21 mai 1948          | 868                      |                   | Gideon                                            |                                                  | ruines                             | 32° 35′ 10″ N, 35° 32′ 32″ E       | |
| Ghabat Kafr Sur                   | Tulkarem      |                                                                    | 15 mai 1948          | 858                      | 19 666            |                                                   |                                                  | Quelques maisons                   | 32° 17′ 02″ N, 34° 52′ 03″ E       | Beït-Yéhoshoua, Kfar-Netter, Tel Yitzhak |
| Fir'im                            | Safed         |                                                                    | 26 mai 1948          | 858                      | 2 191             | Yiftah                                            |                                                  | ruines                             | 32° 59′ 07″ N, 35° 31′ 59″ E       | Hatzor-Haglilit |
| al-Hamra                          | Beisan        |                                                                    | 31 mai 1948          | 847                      | 11 511            |                                                   |                                                  | Aucune trace                       | 32° 25′ 40″ N, 35° 30′ 01″ E       | |
| Deir al-Dubban                    | Hébron        |                                                                    | 23 octobre 1948      | 847                      | 7 784             | Yoav                                              |                                                  | ruines                             | 31° 40′ 23″ N, 34° 53′ 33″ E       | Luzit, parc Britannia |
| Barfiliya                         | Ramla         |                                                                    | 14 juillet 1948      | 847                      | 7 134             | Dani                                              |                                                  |                                    | 31° 54′ 36″ N, 34° 59′ 22″ E       | |
| Dayr Sunayd                       | Gaza          |                                                                    | 30 octobre 1948      | 847                      | 6 081             | Yoav                                              |                                                  | Quelques maisons                   | 31° 34′ 28″ N, 34° 33′ 18″ E       | |
| al-Jammasin al-Sharqi             | Jaffa         |                                                                    | 17 mars 1948         | 847                      | 358               |                                                   |                                                  | Quelques maisons                   | 32° 05′ 54″ N, 34° 49′ 44″ E       | |
| al-Burayj                         | Jérusalem     |                                                                    | 19 octobre 1948      | 835                      | 19 080            | Ha-Har                                            |                                                  |                                    | 31° 44′ 20″ N, 34° 55′ 44″ E       | Sdot Micha, base aérienne de Sdot Micha |
| Awlam                             | Tibériade     |                                                                    | 12 mai 1948          | 835                      | 18,546            |                                                   |                                                  | ruines                             | 32° 39′ 59″ N, 35° 29′ 57″ E       | |
| Abu Shusha                        | Haïfa         |                                                                    | 9 avril 1948         | 835                      | 8 960             | Mishmar HaEmek                                    |                                                  | ruines                             | 32° 36′ 51″ N, 35° 08′ 17″ E       | Mishmar-Haémek |
| Kafr Bir'im                       | Safed         | Photo de la localité                                               | 4 novembre 1948      | 824                      | 12 250            | Hiram                                             |                                                  | Quelques murs                      | 33° 02′ 37″ N, 35° 24′ 51″ E       | Bar'am,, Dovev |
| Bayt Affa                         | Gaza          |                                                                    | 10 janvier 1948      | 812                      | 5,808             |                                                   |                                                  | Aucune trace                       | 31° 39′ 41″ N, 34° 42′ 24″ E       | |
| al-Dawwara                        | Safed         |                                                                    | 25 mai 1948          | 812                      | 5 470             | Yiftah                                            |                                                  | Aucune trace                       | 33° 10′ 43″ N, 35° 38′ 02″ E       | ‘Amir, Sde Nehemia |
| Ma'alul                           | Nazareth      |                                                                    | 15 juillet 1948      | 800                      | 4 698             | Dekel                                             |                                                  | ruines                             | 32° 41′ 44″ N, 35° 14′ 22″ E       | Migdal HaEmek, Kfar-Hahoresh, Timrat, et une base militaire israélienne |
| Kawkaba                           | Gaza          |                                                                    | 12 mai 1948          | 789                      | 8 542             | Barak/Yoav                                        |                                                  | Quelques murs                      | 31° 37′ 51″ N, 34° 39′ 46″ E       | Kokhav Michael, |
| al-Sawafir al-Shamaliyya          | Gaza          |                                                                    | 18 mai 1948          | 789                      | 5 861             | Barak                                             |                                                  | ruines                             | 31° 42′ 48″ N, 34° 42′ 15″ E       | |
| al-Farradiyya                     | Safed         |                                                                    | 1er février 1949     | 777                      | 19 747            | Hiram                                             |                                                  | ruines                             | 32° 55′ 54″ N, 35° 25′ 42″ E       | Parod, Shefer |
| Iraq Suwaydan                     | Gaza          |                                                                    | 9 novembre 1948      | 766                      | 7 529             | Yoav                                              |                                                  | Aucune trace                       | 31° 38′ 55″ N, 34° 41′ 19″ E       | Yad Natan, Otzem, Sde Yoav |
| al-Butayha                        | Safed         |                                                                    | 4 mai 1948           | 754                      | 16 690            | Matateh/Yiftah                                    |                                                  | Quelques murs                      | 32° 54′ 59″ N, 35° 37′ 22″ E       | Almagor, |
| Ayn Hawd                          | Haïfa         | Photo de la localité                                               | 15 juillet 1948      | 754                      | 12 605            |                                                   |                                                  | 3 familles juives ou plus          | 32° 42′ 05″ N, 34° 58′ 48″ E       | Ein Hod,, Nir Etzion |
| Arab al-Safa                      | Beisan        |                                                                    | 20 mai 1948          | 754                      | 12 518            |                                                   |                                                  | Aucune trace                       | 32° 26′ 27″ N, 35° 32′ 16″ E       | |
| al-Batani al-Sharqi               | Gaza          |                                                                    | 13 mai 1948          | 754                      | 5 764             | Barak                                             |                                                  | ruines                             | 31° 45′ 07″ N, 34° 43′ 24″ E       | |
| Khirbat al-Sarkas                 | Haïfa         |                                                                    | 15 avril 1948        | 751                      |                   |                                                   |                                                  | Aucune trace                       | 32° 26′ 49″ N, 34° 57′ 37″ E       | Gan-Shmuel, Talmei Elazar |
| Lid                               | Haïfa         |                                                                    | 9 avril 1948         | 742                      | 13 572            |                                                   |                                                  | ruines                             | 32° 36′ 49″ N, 35° 13′ 27″ E       | HaYogev |
| Najd                              | Gaza          |                                                                    | 13 mai 1948          | 719                      | 13 576            |                                                   |                                                  | Quelques murs                      | 31° 33′ 02″ N, 34° 35′ 55″ E       | Sdérot, Or HaNer |
| Indur                             | Nazareth      |                                                                    | 24 mai 1948          | 719                      | 12,444            |                                                   |                                                  | Quelques murs                      | 32° 38′ 11″ N, 35° 22′ 53″ E       | |
| Ras Abu 'Ammar                    | Jérusalem     |                                                                    | 21 octobre 1948      | 719                      | 8 342             | Ha-Har                                            |                                                  | ruines                             | 31° 44′ 17″ N, 35° 05′ 25″ E       | Tzur Hadassah |
| al-Ras al-Ahmar                   | Safed         |                                                                    | 30 octobre 1948      | 719                      | 7 934             | Hiram                                             |                                                  | 1 ou 2 familles juives             | 33° 02′ 28″ N, 35° 27′ 52″ E       | Kerem Ben Zimra, |
| Ishwa                             | Jérusalem     |                                                                    | 18 juillet 1948      | 719                      | 5 522             |                                                   |                                                  | 3 familles juives ou plus          | 31° 46′ 50″ N, 35° 00′ 40″ E       | Eshtaol |
| Suba                              | Jérusalem     |                                                                    | 13 juillet 1948      | 719                      | 4 102             | Dani                                              |                                                  | Quelques murs                      | 31° 47′ 05″ N, 35° 07′ 26″ E       | Tzova, école de Yedida |
| Arab Ghawarina / Jidru            | Haïfa         |                                                                    | 15 avril 1948        | 719                      | 3 428             |                                                   |                                                  |                                    |                                    | |
| Arab Zahrat al-Dumayri            | Haïfa         |                                                                    | 10 avril 1948        | 719                      | 1 387             |                                                   |                                                  | Aucune trace                       | 32° 27′ 31″ N, 34° 54′ 24″ E       | |
| al-Nahr                           | Acre          |                                                                    | 21 mai 1948          | 708                      | 5 261             |                                                   | Massacre, assaut militaire                       | Quelques maisons                   | 33° 00′ 26″ N, 35° 08′ 29″ E       | Ben Ami,, Kabri |
| Deir Yassin                       | Jérusalem     | Photo de la localité                                               | 9 avril 1948         | 708                      | 2 857             |                                                   | massacre de Deir Yassin                          | 3 familles juives ou plus          | 31° 47′ 09″ N, 35° 10′ 41″ E       | Givat Shaul Beth et Har Nof, quartiers de Jérusalem |
| Yagur                             | Haïfa         |                                                                    | 25 avril 1948        | 708                      | 2 720             |                                                   |                                                  | Aucune trace                       | 32° 45′ 31″ N, 35° 03′ 26″ E       | Yagur |
| Dayr Nakhkhas                     | Hébron        |                                                                    | 29 octobre 1948      | 696                      | 14 476            | Yoav                                              |                                                  | Quelques maisons                   | 31° 36′ 57″ N, 34° 55′ 18″ E       | |
| Dayshum                           | Safed         |                                                                    | 30 octobre 1948      | 684                      | 23 044            | Hiram                                             |                                                  | ruines                             | 33° 04′ 49″ N, 35° 30′ 26″ E       | Dishon, |
| Rantiya                           | Jaffa         |                                                                    | 10 juillet 1948      | 684                      | 4 389             | Dani                                              |                                                  | Quelques maisons                   | 32° 02′ 40″ N, 34° 55′ 17″ E       | Mazor, Nofekh, Rinatia, |
| al-Muharraqa                      | Gaza          |                                                                    | 27 mai 1948          | 673                      | 4 855             |                                                   |                                                  | ruines                             | 31° 28′ 01″ N, 34° 36′ 41″ E       | Yakhini |
| Nuris                             | Jénine        |                                                                    | 29 mai 1948          | 661                      | 6,256             |                                                   |                                                  | ruines                             | 32° 32′ 06″ N, 35° 21′ 49″ E       | |
| Saris                             | Jérusalem     |                                                                    | 16 avril 1948        | 650                      | 10 699            | Nachshon                                          |                                                  | ruines                             | 31° 47′ 53″ N, 35° 04′ 26″ E       | Shoresh, Sho'eva, Neve Ilan |
| Bayt Jiz                          | Ramla         |                                                                    | 30 mai 1948          | 638                      | 8 357             |                                                   |                                                  | Quelques maisons                   | 31° 48′ 46″ N, 34° 57′ 15″ E       | Har'el,, Tzelafon, Gizo |
| Abou Zureiq                       | Haïfa         |                                                                    | 12 avril 1948        | 638                      | 6 493             | Mishmar HaEmek                                    | Massacre                                         | Aucune trace                       | 32° 38′ 03″ N, 35° 07′ 34″ E       | |
| Mughallis                         | Hébron        |                                                                    | 9 juillet 1948       | 626                      | 11 459            | An-Far                                            |                                                  | ruines                             | 31° 43′ 45″ N, 34° 52′ 57″ E       | Gefen |
| Bayt 'Itab                        | Jérusalem     |                                                                    | 21 octobre 1948      | 626                      | 8 757             | Ha-Har                                            |                                                  | Quelques murs                      | 31° 44′ 06″ N, 35° 03′ 11″ E       | Nes Harim |
| Ibdis                             | Gaza          |                                                                    | 8 juillet 1948       | 626                      | 4 593             |                                                   |                                                  | Aucune trace                       | 31° 40′ 39″ N, 34° 41′ 55″ E       | |
| Sataf                             | Jérusalem     |                                                                    | 13 juillet 1948      | 626                      | 3 775             | Dani                                              |                                                  | Quelques murs                      | 31° 46′ 09″ N, 35° 07′ 38″ E       | |
| Taytaba                           | Safed         |                                                                    | 1er mai 1948         | 615                      | 8,453             | Yiftah                                            |                                                  | ruines                             | 33° 00′ 48″ N, 35° 28′ 43″ E       | |
| al-Masmiyya al-Saghira            | Gaza          |                                                                    | 8 juillet 1948       | 615                      | 6 478             | An-Far                                            |                                                  | Aucune trace                       | 31° 45′ 10″ N, 34° 47′ 56″ E       | Masmiya Bet, ou Masmiya Shalom, Kfar HaRif |
| al-Sakhina                        | Beisan        |                                                                    | 12 mai 1948          | 615                      | 6 400             | Gideon                                            |                                                  | Aucune trace                       | 32° 30′ 59″ N, 35° 27′ 44″ E       | Nir-David |
| Arab al-Bawati                    | Beisan        |                                                                    | 16 mai 1948          | 603                      | 10,641            |                                                   |                                                  | ruines                             | 32° 31′ 41″ N, 35° 32′ 21″ E       | |
| Hadatha                           | Tibériade     |                                                                    | 12 mai 1948          | 603                      | 10,310            |                                                   |                                                  | ruines                             | 32° 40′ 53″ N, 35° 29′ 34″ E       | |
| Dimra                             | Gaza          |                                                                    | 28 octobre 1948      | 603                      | 8,492             | Yoav                                              |                                                  | ruines                             | 31° 33′ 32″ N, 34° 33′ 54″ E       | Erez |
| al-Haram                          | Jaffa         |                                                                    | 3 février 1948       | 603                      | 8 065             |                                                   |                                                  | 3 familles juives ou plus          | 32° 11′ 17,4″ N, 34° 48′ 24,13″ E  | |
| al-Buwayziyya                     | Safed         |                                                                    | 11 mai 1948          | 592                      | 14 620            | Yiftah                                            |                                                  | ruines                             | 33° 09′ 22″ N, 35° 34′ 13″ E       | |
| Bir Ma'in                         | Ramla         |                                                                    | 15 juillet 1948      | 592                      | 9 319             | Dani                                              |                                                  | Quelques murs                      | 31° 53′ 17″ N, 35° 01′ 08″ E       | Makkabim |
| Salbit                            | Ramla         |                                                                    | 15 juillet 1948      | 592                      | 6,111             | Dani                                              |                                                  | Aucune trace                       | 31° 52′ 10″ N, 34° 59′ 11″ E       | Sha'alvim |
| Abu al-Fadl                       | Ramla         |                                                                    | 9 mai 1948           | 592                      | 2 870             | Barak                                             | Acte de barbarie                                 | Quelques maisons                   | 31° 56′ 37″ N, 34° 50′ 53″ E       | Sitria,, Talmey Menashe |
| al-Barriyya                       | Ramla         |                                                                    | 10 juillet 1948      | 592                      | 2 831             | Dani                                              |                                                  | Quelques maisons                   | 31° 53′ 14″ N, 34° 54′ 58″ E       | Azarya,, Beyt Chashmonay |
| Kawfakha                          | Gaza          |                                                                    | 25 mai 1948          | 580                      | 8 569             |                                                   |                                                  | ruines                             | 31° 28′ 42″ N, 34° 39′ 42″ E       | Nir Akiva |
| Ikrit                             | Acre          |                                                                    | 1er novembre 1948    | 568                      | 24 722            |                                                   | Expulsion                                        | ruines                             | 33° 04′ 32″ N, 35° 16′ 31″ E       | Shomera, Even Menachem, Goren, Gornot Ha-Galil |
| Idnibba                           | Ramla         |                                                                    | 9 juillet 1948       | 568                      | 8 103             |                                                   |                                                  | ruines                             | 31° 44′ 32″ N, 34° 51′ 22″ E       | Kfar-Ménahem |
| al-Manara                         | Tibériade     |                                                                    | 1er mars 1948        | 568                      | 6 797             |                                                   |                                                  | ruines                             | 32° 45′ 17″ N, 35° 32′ 32″ E       | |
| Mughr al-Khayt                    | Safed         |                                                                    | 2 mai 1948           | 568                      | 6,627             | Yiftah                                            |                                                  | Quelques maisons                   | 32° 59′ 19″ N, 35° 32′ 17″ E       | Hatzor-Haglilit et Rosh Pina |
| Ma'dhar                           | Tibériade     |                                                                    | 12 mai 1948          | 557                      | 11 666            |                                                   |                                                  | ruines                             | 32° 41′ 35″ N, 35° 27′ 51″ E       | Kefar Qish |
| Kafr Sabt                         | Tibériade     |                                                                    | 22 avril 1948        | 557                      | 9 850             |                                                   |                                                  | ruines                             | 32° 44′ 37″ N, 35° 26′ 27″ E       | Sdeh Ilan, Ilania, Sharona |
| Umm ash Shauf                     | Haïfa         |                                                                    | 12 mai 1948          | 557                      | 7 426             | Mishmar HaEmek                                    | Massacre                                         | ruines                             | 32° 33′ 12″ N, 35° 02′ 55″ E       | Givat Nili |
| al-Burj                           | Ramla         |                                                                    | 15 juillet 1948      | 557                      | 4,708             | Dani                                              |                                                  | Quelques murs                      | 31° 54′ 07″ N, 35° 01′ 20″ E       | Kfar Rut |
| Ijlil al-Qibliyya                 | Jaffa         |                                                                    | 3 avril 1948         | 545                      | 15 207            | Irgoun                                            | Enlèvement de notables                           | Quelques maisons                   | 32° 09′ 36″ N, 34° 48′ 42″ E       | |
| al-Khisas                         | Safed         |                                                                    | 25 mai 1948          | 545                      | 4 795             | Yiftah                                            | Massacre                                         | Quelques maisons                   | 33° 13′ 30,59″ N, 35° 37′ 10″ E    | HaGoshrim |
| al-Murassas                       | Beisan        |                                                                    | 16 mai 1948          | 534                      | 14 477            |                                                   |                                                  | Aucune trace                       | 32° 33′ 38″ N, 35° 28′ 25″ E       | |
| Qabba'a                           | Safed         |                                                                    | 26 mai 1948          | 534                      | 13 817            | Yiftah                                            |                                                  | ruines                             | 32° 59′ 55″ N, 35° 32′ 17″ E       | |
| Dayr Muhaysin                     | Ramla         |                                                                    | 6 avril 1948         | 534                      | 10 008            | Nachshon                                          |                                                  | ruines                             | 31° 49′ 37″ N, 34° 55′ 56″ E       | Beqoa' |
| Khirbat Bayt Lid                  | Tulkarem      |                                                                    | 5 avril 1948         | 534                      | 5 336             | d                                                 |                                                  | Aucune trace                       | 32° 19′ 04″ N, 34° 53′ 33″ E       | Nordia, |
| Kudna                             | Hébron        |                                                                    | 22 octobre 1948      | 522                      | 15 744            | Yoav                                              |                                                  | ruines                             | 31° 38′ 42″ N, 34° 53′ 40″ E       | Beit Nir, parc Britannia |
| al-Lawz                           | Jérusalem     |                                                                    | 13 juillet 1948      | 522                      | 4 502             | Dani                                              |                                                  | ruines                             | 31° 46′ 04″ N, 35° 06′ 41″ E       | |
| Allar                             | Jérusalem     |                                                                    | 22 octobre 1948      | 510                      | 12 356            | Ha-Har                                            |                                                  | Quelques maisons                   | 31° 43′ 26″ N, 35° 03′ 45″ E       | Mata, Bar Giora |
| Qumya                             | Beisan        |                                                                    | 26 mars 1948         | 510                      | 4 898             |                                                   |                                                  | ruines                             | 32° 33′ 55″ N, 35° 23′ 45″ E       | Ein Harod (Ihud) |
| Dayr Rafat                        | Jérusalem     |                                                                    | 18 juillet 1948      | 499                      | 13 242            | Dani                                              |                                                  | ruines                             | 31° 46′ 27″ N, 34° 57′ 31″ E       | Givat Shemesh |
| Kafra                             | Beisan        |                                                                    | 16 mai 1948          | 499                      | 9 172             |                                                   |                                                  | ruines                             | 32° 35′ 35″ N, 35° 29′ 27″ E       | |
| Hulayqat                          | Gaza          |                                                                    | 12 mai 1948          | 487                      | 7 063             |                                                   |                                                  | Aucune trace                       | 31° 35′ 53″ N, 34° 38′ 59″ E       | |
| al-Jura                           | Jérusalem     |                                                                    | 11 juillet 1948      | 487                      | 4 158             | Dani                                              |                                                  | Quelques maisons                   | 31° 45′ 25″ N, 35° 08′ 56″ E       | Ora |
| Jahula                            | Safed         |                                                                    | 1er mai 1948         | 487                      | 3 869             | Yiftah                                            |                                                  | ruines                             | 33° 07′ 29″ N, 35° 34′ 02″ E       | |
| Bir Salim                         | Ramla         |                                                                    | 9 mai 1948           | 476                      | 3 401             |                                                   |                                                  | Aucune trace                       | 31° 55′ 33″ N, 34° 49′ 41″ E       | Netzer Sereni |
| al-Dalhamiyya                     | Tibériade     |                                                                    | 15 avril 1948        | 476                      | 2 852             |                                                   |                                                  | Aucune trace                       | 32° 39′ 38″ N, 35° 35′ 52″ E       | |
| Daniyal                           | Ramla         |                                                                    | 10 juillet 1948      | 476                      | 2 808             | Dani                                              |                                                  | 1 ou 2 familles juives             | 31° 55′ 52″ N, 34° 55′ 45″ E       | Kfar Daniel, |
| Qira                              | Haïfa         |                                                                    | 1er mars 1948        | 476                      | 7                 |                                                   |                                                  | ruines                             | 32° 38′ 42″ N, 35° 06′ 09″ E       | Yokneam Moshava, Yokneam Illit, Hazorea |
| Hawsha                            | Haïfa         |                                                                    | 16 avril 1948        | 464                      |                   |                                                   |                                                  | Quelques murs                      | 32° 47′ 33″ N, 35° 08′ 37″ E       | |
| Arab Suqrir                       | Gaza          |                                                                    | 25 mai 1948          | 452                      | 40 224            | Barak/Nikayon                                     | Acte de barbarie                                 | Quelques maisons                   | 31° 49′ 31″ N, 34° 39′ 28″ E       | Bnei Darom, Netivot, Nir Galim,, Ashdod |
| Qadas                             | Safed         |                                                                    | 28 mai 1948          | 452                      | 14 139            | Yiftah/Hiram                                      |                                                  | Quelques murs                      | 33° 06′ 43″ N, 35° 31′ 39″ E       | Yiftah, Malkia, Ramot Naftali |
| al-Qudayriyya                     | Safed         |                                                                    | 4 mai 1948           | 452                      | 12 487            | Matateh/Yiftah                                    | Massacre                                         | Quelques murs                      | 32° 54′ 09″ N, 35° 30′ 25″ E       | Kahal |
| al-Samakiyya                      | Tibériade     |                                                                    | 4 mai 1948           | 441                      | 10 526            | Matateh                                           |                                                  | ruines                             | 32° 53′ 02″ N, 35° 34′ 37″ E       | Amnun, Korazim |
| Beit Lahm                         | Haïfa         |                                                                    | 1er avril 1948       | 429                      | 7 526             |                                                   |                                                  |                                    | 32° 44′ 12″ N, 35° 11′ 29″ E       | |
| Sajad                             | Ramla         |                                                                    | 1er juin 1948        | 429                      | 2 795             | An-Far                                            |                                                  |                                    | 31° 47′ 01″ N, 34° 53′ 34″ E       | zone militaire israélienne |
| Khirbat Iribbin                   | Acre          |                                                                    | 30 octobre 1948      | 418                      | 11 463            | Hiram                                             |                                                  | ruines                             | 33° 04′ 50″ N, 35° 13′ 41″ E       | Adamit, Goren |
| Dallata                           | Safed         |                                                                    | 10 mai 1948          | 418                      | 9 074             | Yiftah                                            |                                                  | ruines                             | 33° 01′ 19″ N, 35° 29′ 56″ E       | Dalton |
| Al-Malkiyya                       | Safed         |                                                                    | 28 mai 1948          | 418                      | 7 328             | Yiftah                                            |                                                  |                                    | 33° 06′ 19″ N, 35° 30′ 23″ E       | Malkiya, |
| Kafr ʿInān                        | Acre          |                                                                    | 1er février 1949     | 418                      | 5 827             | Hiram                                             | Expulsion                                        | Quelques maisons                   | 32° 55′ 23″ N, 35° 25′ 07″ E       | Kfar Hananya |
| al-Jaladiyya                      | Gaza          |                                                                    | 8 juillet 1948       | 418                      | 4 329             |                                                   |                                                  | Aucune trace                       | 31° 41′ 55″ N, 34° 44′ 59″ E       | |
| al-Muwaylih                       | Jaffa         |                                                                    | 31 décembre 1947     | 418                      | 3 342             |                                                   |                                                  | Quelques maisons                   | 32° 07′ 28″ N, 34° 55′ 23″ E       | Neve Yarak |
| Kirad al-Baqqara                  | Safed         |                                                                    | 22 avril 1948        | 418                      | 2 262             | Yiftah                                            |                                                  | Quelques murs                      | 33° 01′ 07″ N, 35° 36′ 04″ E       | Gadot et Mishmar ha-Yarden |
| al-Mansura                        | Safed         |                                                                    | 25 mai 1948          | 418                      | 1 544             | Yiftah                                            |                                                  | Aucune trace                       | 33° 12′ 59″ N, 35° 38′ 26″ E       | She'ar Yashuv |
| al-Majdal                         | Tibériade     |                                                                    | 22 avril 1948        | 418                      | 103               |                                                   |                                                  | ruines                             | 32° 49′ 28″ N, 35° 31′ 00″ E       | proche de Magdala |
| al-Muftakhira                     | Safed         |                                                                    | 16 mai 1948          | 406                      | 9 215             | Yiftah                                            |                                                  | ruines                             | 33° 09′ 25″ N, 35° 38′ 35″ E       | Shamir (Israël) |
| al-Zahiriyya al-Tahta             | Safed         |                                                                    | 10 mai 1948          | 406                      | 6 773             | Yiftah                                            |                                                  | ruines                             | 32° 57′ 47″ N, 35° 29′ 12″ E       | |
| Kirad al-Ghannama                 | Safed         |                                                                    | 22 avril 1948        | 406                      | 3 975             | Yiftah                                            |                                                  | ruines                             | 33° 01′ 05″ N, 35° 37′ 02″ E       | Ayelet-Hashahar et Gadot |
| Artuf                             | Jérusalem     |                                                                    | 18 juillet 1948      | 406                      | 403               |                                                   |                                                  | 1 ou 2 familles juives             | 31° 46′ 03″ N, 35° 00′ 05″ E       | Naham |
| Kafr Lam                          | Haïfa         |                                                                    | 16 juillet 1948      | 394                      | 6 838             |                                                   |                                                  | 1 ou 2 familles juives             | 32° 38′ 15″ N, 34° 56′ 04″ E       | HaBonim, Ein Ayala |
| Tulayl                            | Safed         |                                                                    | 28 avril 1948        | 394                      | 5 324             | Yiftah                                            |                                                  | Quelques maisons                   | 33° 03′ 03″ N, 35° 37′ 12″ E       | |
| Sar'a                             | Jérusalem     |                                                                    | 18 juillet 1948      | 394                      | 4 967             |                                                   |                                                  | ruines                             | 31° 46′ 41″ N, 34° 59′ 10″ E       | Tarum |
| al-Dumun                          | Haïfa         |                                                                    | 30 avril 1948        | 394                      | 2 797             |                                                   |                                                  | Quelques maisons                   | 32° 43′ 58″ N, 35° 01′ 20″ E       | |
| Zayta                             | Hébron        |                                                                    | 17 juillet 1948      | 383                      | 10 490            | An-Far                                            |                                                  | Aucune trace                       | 31° 38′ 25″ N, 34° 49′ 25″ E       | |
| Jilya                             | Ramla         |                                                                    | 9 juillet 1948       | 383                      | 10 347            |                                                   |                                                  |                                    | 31° 46′ 06″ N, 34° 51′ 52″ E       | |
| al-Tabigha                        | Tibériade     |                                                                    | 4 mai 1948           | 383                      | 5 389             | Matateh                                           | Massacre                                         | Quelques murs                      | 32° 52′ 20″ N, 35° 33′ 00″ E       | |
| Farwana                           | Beisan        |                                                                    | 11 mai 1948          | 383                      | 4 996             |                                                   |                                                  | Quelques murs                      | 32° 27′ 47″ N, 35° 29′ 37″ E       | Rechov, Chawwat Eden |
| Abil al-Qamh                      | Safed         |                                                                    | 10 mai 1948          | 383                      | 4 615             | Yiftah                                            |                                                  | ruines                             | 33° 15′ 34″ N, 35° 34′ 51″ E       | Yuval |
| Barqusya                          | Hébron        |                                                                    | 9 juillet 1948       | 383                      | 3 216             | An-Far                                            | Massacre                                         | ruines                             | 31° 40′ 46″ N, 34° 49′ 24″ E       | |
| al-Ruways                         | Acre          |                                                                    | 15 juillet 1948      | 383                      | 1 163             | Dekel                                             |                                                  | ruines                             | 32° 51′ 50″ N, 35° 10′ 41″ E       | |
| al-Nuqayb                         | Tibériade     |                                                                    | 15 mai 1948          | 371                      | 13 010            |                                                   |                                                  | Quelques murs                      | 32° 47′ 57″ N, 35° 38′ 25″ E       | Ein Gev |
| Nimrin                            | Tibériade     |                                                                    | 16 juillet 1948      | 371                      | 12 019            | Dekel                                             |                                                  |                                    | 32° 48′ 15″ N, 35° 25′ 24″ E       | Ahuzat Naftali, dépôt de munitions des forces de défense d'Israël |
| Wadi Qabbani                      | Tulkarem      |                                                                    | 1er mars 1948        | 371                      | 9 812             |                                                   |                                                  | Aucune trace                       | 32° 21′ 44″ N, 34° 55′ 08″ E       | HaOgen |
| Fara                              | Safed         |                                                                    | 30 octobre 1948      | 371                      | 7 229             | Hiram                                             |                                                  | Quelques maisons                   | 33° 03′ 57″ N, 35° 27′ 29″ E       | |
| Dayr Ayyub                        | Ramla         |                                                                    | 6 mars 1948          | 371                      | 6 028             | plusieurs                                         |                                                  | Quelques murs                      | 31° 49′ 38″ N, 35° 01′ 06,45″ E    | parc Canada |
| al-Sammu'i                        | Safed         |                                                                    | 12 mai 1948          | 360                      | 15 135            | Yiftah                                            |                                                  | Quelques murs                      | 32° 57′ 29″ N, 35° 27′ 11″ E       | |
| al-Dirbashiyya                    | Safed         |                                                                    | 1er mai 1948         | 360                      | 2 883             | Yiftah                                            |                                                  | ruines                             | 33° 05′ 20″ N, 35° 38′ 49″ E       | |
| Arab al-Fuqara                    | Haïfa         |                                                                    | 10 avril 1948        | 360                      | 2714              |                                                   |                                                  | Aucune trace                       | 32° 27′ 08″ N, 34° 54′ 21″ E       | Hadera |
| Kawkab al-Hawa                    | Beisan        |                                                                    | 16 mai 1948          | 348                      | 9 949             | Gideon                                            |                                                  | Aucune trace                       | 32° 35′ 43″ N, 35° 31′ 12″ E       | |
| Bayt Far                          | Ramle         |                                                                    | 7 avril 1948         | 348                      | 5 604             | Nachshon                                          |                                                  | ruines                             | 31° 48′ 03″ N, 34° 54′ 57″ E       | Tal Shahar, |
| Biyar 'Adas                       | Jaffa         |                                                                    | 12 avril 1948        | 348                      | 5 492             |                                                   |                                                  | Quelques maisons                   | 32° 09′ 27″ N, 34° 55′ 15″ E       | Adanim, Elishama |
| al-Tall                           | Acre          |                                                                    | 21 mai 1948          | 348                      |                   |                                                   | assaut militaire                                 | ruines                             | 33° 00′ 31″ N, 35° 08′ 19″ E       | |
| Meiron                            | Safed         |                                                                    | 10 mai 1948          | 336                      | 14 114            | Yiftah                                            |                                                  | Quelques murs                      | 32° 58′ 56″ N, 35° 26′ 17″ E       | Meron |
| al-Samra                          | Tibériade     |                                                                    | 21 avril 1948        | 336                      | 12 563            |                                                   |                                                  | Aucune trace                       | 32° 43′ 23″ N, 35° 37′ 02″ E       | HaOn, |
| Burayka                           | Haïfa         |                                                                    | 5 mai 1948           | 336                      | 11 434            | Mishmar HaEmek                                    |                                                  | Inaccessible                       | 32° 33′ 29″ N, 34° 58′ 40″ E       | |
| al-Sarafand                       | Haïfa         |                                                                    | 16 juillet 1948      | 336                      | 5,409             |                                                   |                                                  | Quelques maisons                   | 32° 38′ 48″ N, 34° 56′ 08″ E       | |
| Khubbayza                         | Haïfa         |                                                                    | 12 mai 1948          | 336                      | 4 854             | Mishmar HaEmek                                    |                                                  | ruines                             | 32° 33′ 22″ N, 35° 03′ 56″ E       | |
| al-Hamma                          | Tibériade     |                                                                    | 20 juillet 1949      | 336                      | 1 692             |                                                   |                                                  | Quelques maisons                   | 32° 41′ 10″ N, 35° 39′ 51″ E       | |
| Daliyat al-Rawha'                 | Haïfa         |                                                                    | 1er mars 1948        | 325                      | 10 008            |                                                   |                                                  | ruines                             | 32° 35′ 28″ N, 35° 04′ 41″ E       | Ramot Menashe, Dalia |
| Khulda                            | Ramla         |                                                                    | 6 avril 1948         | 325                      | 9 461             | Nachshon                                          |                                                  | Quelques maisons                   | 31° 49′ 10″ N, 34° 54′ 14″ E       | Mishmar David |
| Kasla (ar)                        | Jérusalem     |                                                                    | 17 juillet 1948      | 325                      | 8 004             |                                                   |                                                  | ruines                             | 31° 46′ 52″ N, 35° 03′ 04″ E       | Ramat Raziel, Ksalon |
| Shahma                            | Ramla         |                                                                    | 14 mai 1948          | 325                      | 6,875             |                                                   |                                                  |                                    | 31° 49′ 26″ N, 34° 48′ 40″ E       | |
| Khiyam al-Walid                   | Safed         |                                                                    | 1er mai 1948         | 325                      | 4,215             | Yiftah                                            |                                                  | ruines                             | 33° 08′ 39″ N, 35° 39′ 14″ E       | Lehavot HaBashan |
| al-Mazar                          | Jénine        |                                                                    | 30 mai 1948          | 313                      | 14 501            |                                                   |                                                  | ruines                             | 32° 31′ 28″ N, 35° 21′ 33″ E       | Prazon, Meitav, et Gan Ner |
| al-'Umur                          | Jérusalem     |                                                                    | 21 octobre 1948      | 313                      | 4,163             |                                                   |                                                  | ruines                             | 31° 47′ 37″ N, 35° 05′ 56″ E       | Giv'at Ye'arim |
| al-Manshiyya                      | Tulkarem      |                                                                    | 15 avril 1948        | 302                      | 16,770            |                                                   |                                                  | ruines                             | 32° 26′ 57″ N, 34° 59′ 57″ E       | Ein HaHoresh, Giv'at Chayirn, et Ahituv |
| Umm al ‘Amad                      | Haïfa         |                                                                    | 1er avril 1948       | 302                      | 9 225             |                                                   |                                                  |                                    | 32° 43′ 46″ N, 35° 10′ 18″ E       | |
| al-Bira                           | Beisan        |                                                                    | 16 mai 1948          | 302                      | 6 866             |                                                   |                                                  | Quelques murs                      | 32° 36′ 29″ N, 35° 30′ 14″ E       | |
| Umm 'Ajra                         | Beisan        |                                                                    | 31 mai 1948          | 302                      | 6 443             |                                                   |                                                  | Aucune trace                       | 32° 27′ 56″ N, 35° 31′ 21″ E       | Shif’a |
| Bayt Thul                         | Jérusalem     |                                                                    | 1er avril 1948       | 302                      | 4 629             | Nachshon                                          |                                                  | Quelques murs                      | 31° 49′ 21″ N, 35° 04′ 26″ E       | Nataf, Neve Ilan |
| al-Qabu                           | Jérusalem     |                                                                    | 22 octobre 1948      | 302                      | 3 806             | Ha-Har                                            |                                                  | ruines                             | 31° 43′ 40″ N, 35° 07′ 10″ E       | Mevo Beitar |
| 'Akbara                           | Safed         |                                                                    | 9 mai 1948           | 302                      | 3 224             | Yiftah                                            |                                                  | Quelques maisons                   | 32° 56′ 22″ N, 35° 29′ 58″ E       | |
| al-Khunayzir                      | Beisan        |                                                                    | 20 mai 1948          | 302                      | 3 107             |                                                   |                                                  | Aucune trace                       | 32° 25′ 17″ N, 35° 31′ 20″ E       | Tirat-Zvi |
| Khan al-Duwayr                    | Safed         |                                                                    | 30 mai 1948          | 302                      | 2 163             | Yiftah                                            |                                                  | Aucune trace                       | 33° 14′ 22″ N, 35° 40′ 19″ E       | |
| Islin                             | Jérusalem     |                                                                    | 18 juillet 1948      | 302                      | 2 159             | Dani                                              |                                                  | Quelques murs                      | 31° 47′ 05″ N, 35° 00′ 23″ E       | Eshtaol |
| al-'Ulmaniyya                     | Safed         |                                                                    | 20 avril 1948        | 302                      | 1,169             | Yiftah                                            |                                                  | Aucune trace                       | 33° 04′ 24″ N, 35° 35′ 20″ E       | |
| Jabbul                            | Beisan        |                                                                    | 18 mai 1948          | 290                      | 15,127            |                                                   |                                                  | ruines                             | 32° 34′ 01″ N, 35° 30′ 35″ E       | |
| al-Samiriyya                      | Beisan        |                                                                    | 27 mai 1948          | 290                      | 3,873             |                                                   |                                                  | Quelques murs                      | 32° 26′ 15″ N, 35° 29′ 14″ E       | Sdei Trumot |
| Harrawi                           | Safed         |                                                                    | 25 mai 1948          | 290                      | 3,726             | Yiftah                                            |                                                  | Aucune trace                       | 33° 05′ 27″ N, 35° 33′ 28″ E       | |
| Biriyya                           | Safed         |                                                                    | 2 mai 1948           | 278                      | 5 579             | Matateh/Yiftah                                    |                                                  | 3 familles juives ou plus          | 32° 58′ 47″ N, 35° 29′ 52″ E       | Birya |
| Bayt Naqquba                      | Jérusalem     |                                                                    | 1er avril 1948       | 278                      | 2,979             | Nachshon                                          |                                                  | 3 familles juives ou plus          | 31° 48′ 16″ N, 35° 07′ 25″ E       | Beit Nekofa |
| Qaddita                           | Safed         |                                                                    | 11 mai 1948          | 278                      | 2,441             | Yiftah                                            |                                                  | ruines                             | 33° 00′ 20″ N, 35° 28′ 01″ E       | Kadita |
| al-Rihaniyya                      | Haïfa         |                                                                    | 30 avril 1948        | 278                      | 1,930             | Bi’ur Hametz                                      |                                                  | ruines                             | 32° 37′ 12″ N, 35° 05′ 13″ E       | Ramat HaShofet, Ein HaEmek |
| Wadi Ara                          | Haïfa         | Photo de la localité                                               | 27 février 1948      | 267                      | 9,795             |                                                   |                                                  | Quelques maisons                   | 32° 28′ 31″ N, 35° 01′ 55″ E       | Ein Iron, Barkai |
| al-Ashrafiyya                     | Beisan        |                                                                    | 12 mai 1948          | 267                      | 6 711             | Gideon                                            |                                                  | Aucune trace                       | 32° 28′ 12″ N, 35° 28′ 17″ E       | |
| Lazzaza                           | Safed         |                                                                    | 21 mai 1948          | 267                      | 1 586             | Yiftah                                            |                                                  | Aucune trace                       | 33° 12′ 21″ N, 35° 36′ 42″ E       | Beit Hillel |
| al-Hamidiyya                      | Beisan        |                                                                    | 12 mai 1948          | 255                      | 10 902            |                                                   |                                                  | ruines                             | 32° 32′ 39″ N, 35° 30′ 56″ E       | |
| Dayr al-Shaykh                    | Jérusalem     |                                                                    | 21 octobre 1948      | 255                      | 6 781             | Ha-Har                                            |                                                  | ruines                             | 31° 44′ 56″ N, 35° 04′ 02″ E       | |
| Ghuraba                           | Safed         |                                                                    | 28 mai 1948          | 255                      | 3 453             | Yiftah                                            |                                                  | Quelques murs                      | 33° 07′ 11″ N, 35° 38′ 45″ E       | Gonen |
| Yaquq                             | Tibériade     |                                                                    | 1er mai 1948         | 244                      | 8 507             |                                                   |                                                  | ruines                             | 32° 53′ 05″ N, 35° 28′ 44″ E       | Hukok |
| al-Mazar                          | Haïfa         |                                                                    | 15 juillet 1948      | 244                      | 7 976             |                                                   | Acte de barbarie                                 | ruines                             | 32° 40′ 56″ N, 34° 57′ 52″ E       | Ein Carmel |
| Khirbat Zalafa                    | Tulkarem      |                                                                    | 15 avril 1948        | 244                      | 7,713             |                                                   |                                                  | Aucune trace                       | 32° 24′ 09″ N, 34° 56′ 44″ E       | |
| Saydun                            | Ramla         |                                                                    | 6 avril 1948         | 244                      | 7 487             | Nachshon                                          |                                                  | Quelques maisons                   | 31° 50′ 28″ N, 34° 54′ 17″ E       | |
| Bayt Susin                        | Ramla         |                                                                    | 30 mai 1948          | 244                      | 6 481             |                                                   |                                                  | ruines                             | 31° 48′ 22″ N, 34° 58′ 55″ E       | Ta'oz |
| Yubla                             | Beisan        |                                                                    | 16 mai 1948          | 244                      | 5 165             |                                                   |                                                  | Aucune trace                       | 32° 34′ 33″ N, 35° 28′ 10″ E       | |
| Bayt Shanna                       | Ramla         |                                                                    | 15 juillet 1948      | 244                      | 3 617             |                                                   |                                                  | Quelques maisons                   | 31° 52′ 39″ N, 34° 59′ 13″ E       | |
| al-Mukhayzin                      | Ramla         |                                                                    | 20 avril 1948        | 232                      | 12,548            | Nachshon                                          |                                                  | Aucune trace                       | 31° 48′ 12″ N, 34° 48′ 40″ E       | Chafetz Chayyim, Revadim, Yad Binyamin, Beyt Chilqiyya |
| Mansurat al-Khayt                 | Safed         |                                                                    | 18 janvier 1948      | 232                      | 6 735             |                                                   | Massacre                                         | ruines                             | 32° 58′ 15″ N, 35° 36′ 58″ E       | Kfar Hanassi. Cependant, Khalidi écrit que le village est installé sur les terres de Tuba                                                                                       |
| al-Shawka al-Tahta                | Safed         |                                                                    | 14 mai 1948          | 232                      | 2 132             | Yiftah                                            |                                                  | ruines                             | 33° 14′ 19″ N, 35° 38′ 12″ E       | |
| Arab al-Samniyya                  | Acre          |                                                                    | 30 octobre 1948      | 232                      | 1,872             | Hiram                                             | Massacre                                         | Quelques maisons                   | 33° 02′ 48″ N, 35° 10′ 50″ E       | Ya'ara |
| al-Mansura                        | Haïfa         |                                                                    | 28 avril 1948        | 223                      |                   | Bi’ur Hametz                                      |                                                  | Aucune trace                       | 32° 40′ 28″ N, 35° 05′ 59″ E       | |
| al-Latrun                         | Ramla         | Photo de la localité                                               | 10 août 1948         | 220                      | 8 376             | Dani et autres                                    |                                                  | Aucune trace                       | 31° 50′ 08″ N, 34° 58′ 49″ E       | |
| Ra'na                             | Hébron        |                                                                    | 22 octobre 1948      | 220                      | 6,925             | Yoav                                              |                                                  | Aucune trace                       | 31° 39′ 54″ N, 34° 52′ 37″ E       | Gal On |
| Danna                             | Beisan        |                                                                    | 28 mai 1948          | 220                      | 6 614             |                                                   |                                                  | ruines                             | 32° 36′ 47″ N, 35° 28′ 28″ E       | |
| al-Khayma                         | Ramla         |                                                                    | 9 juillet 1948       | 220                      | 5 150             | An-Far                                            |                                                  | Aucune trace                       | 31° 45′ 41″ N, 34° 49′ 39″ E       | |
| Jarash                            | Jérusalem     |                                                                    | 21 octobre 1948      | 220                      | 3 518             | Ha-Har                                            |                                                  | ruines                             | 31° 43′ 47″ N, 35° 00′ 58″ E       | |
| Ijlil al-Shamaliyya               | Jaffa         |                                                                    | 3 avril 1948         | 220                      | 2,450             |                                                   |                                                  | Aucune trace                       | 32° 09′ 36″ N, 34° 48′ 42″ E       | Glil Yam |
| al-Buwayra                        | Ramle         |                                                                    | 15 juillet 1948      | 220                      | 1,150             | Dani                                              |                                                  | Quelques murs                      | 31° 52′ 27″ N, 35° 00′ 52″ E       | |
| Jarisha                           | Jaffa         |                                                                    | 1er mai 1948         | 220                      | 555               |                                                   |                                                  | Aucune trace                       | 32° 05′ 43″ N, 34° 48′ 28″ E       | Tel Aviv, Ramat Gan |
| Wa'arat al-Sarris                 | Haïfa         |                                                                    | 16 avril 1948        | 220                      |                   |                                                   |                                                  | 3 familles juives ou plus          | 32° 48′ 50″ N, 35° 07′ 08″ E       | |
| Bil'in                            | Gaza          |                                                                    | 8 juillet 1948       | 209                      | 8 036             | An-Far                                            | Massacre                                         | ruines                             | 31° 41′ 20″ N, 34° 49′ 11″ E       | Qedma |
| Jubb Yusuf                        | Safed         |                                                                    | 4 mai 1948           | 197                      | 11,325            | Yiftah                                            |                                                  | Aucune trace                       | 32° 55′ 09,19″ N, 35° 32′ 12,63″ E | |
| Zab'a                             | Beisan        |                                                                    | 12 mai 1948          | 197                      | 3,968             | Gideon                                            |                                                  | Aucune trace                       | 32° 33′ 15″ N, 35° 32′ 55″ E       | Beyt Yosef, Doshen |
| al-Shuna                          | Safed         |                                                                    | 30 avril 1948        | 197                      | 3,660             | Yiftah                                            |                                                  | Quelques maisons                   | 32° 54′ 30″ N, 35° 29′ 13″ E       | |
| Kharruba                          | Ramla         |                                                                    | 12 juillet 1948      | 197                      | 3,374             | Dani                                              |                                                  | ruines                             | 31° 54′ 44″ N, 34° 57′ 38″ E       | |
| al-Mirr                           | Jaffa         |                                                                    | 1er février 1948     | 197                      | 51                |                                                   |                                                  | Quelques maisons                   | 32° 06′ 43″ N, 34° 54′ 57″ E       | |
| al-Zuq al-Fawqani                 | Safed         |                                                                    | 21 mai 1948          | 186                      | 1 832             | Yiftah                                            |                                                  | ruines                             | 33° 14′ 37″ N, 35° 35′ 30″ E       | Yuval |
| al-Tira                           | Beisan        |                                                                    | 15 avril 1948        | 174                      | 10 207            |                                                   |                                                  | ruines                             | 32° 38′ 52″ N, 35° 27′ 26″ E       | Gazit, |
| Atlit                             | Haïfa         |                                                                    | 15 mai 1948          | 174                      | 9,083             |                                                   |                                                  |                                    | 32° 41′ 14″ N, 34° 56′ 18″ E       | |
| al-Khisas                         | Gaza          |                                                                    | 4 novembre 1948      | 174                      | 6 269             | Yoav                                              |                                                  | ruines                             | 31° 38′ 53″ N, 34° 33′ 40″ E       | Ascalon |
| Arab al-'Arida                    | Beisan        |                                                                    | 20 mai 1948          | 174                      | 2 280             |                                                   |                                                  | Aucune trace                       | 32° 26′ 28″ N, 35° 30′ 52″ E       | Sdé Eliahou |
| Raml Zayta                        | Tulkarem      |                                                                    | 15 mars 1948         | 162                      | 14,837            |                                                   |                                                  | 1 ou 2 familles juives             | 32° 26′ 06″ N, 34° 56′ 12″ E       | Sde Yitzhak, Hadera |
| Umm Burj                          | Hébron        |                                                                    | 28 octobre 1948      | 162                      | 13,083            | Yoav                                              |                                                  | Quelques murs                      | 31° 38′ 12″ N, 34° 58′ 11″ E       | Nehusha |
| Ammuqa                            | Safed         |                                                                    | 24 mai 1948          | 162                      | 2 574             | Yiftah                                            |                                                  | ruines                             | 33° 00′ 22″ N, 35° 31′ 13″ E       | Amuka |
| al-Sanbariyya                     | Safed         |                                                                    | 1er mai 1948         | 151                      | 2,532             | Yiftah                                            |                                                  | Aucune trace                       | 33° 14′ 05″ N, 35° 37′ 07″ E       | Ma'yan Barukh, et Dafna |
| Khirbat Sa'sa'                    | Haïfa         |                                                                    | 28 avril 1948        | 151                      |                   |                                                   |                                                  | Quelques murs                      | 32° 46′ 27″ N, 35° 07′ 49″ E       | |
| al-Manshiyya                      | Safed         |                                                                    | 24 mai 1948          | 140                      |                   | Yiftah                                            |                                                  | Aucune trace                       | 33° 13′ 32″ N, 35° 36′ 24″ E       | |
| Kabara                            | Haïfa         |                                                                    | 30 avril 1948        | 139                      | 9 831             |                                                   |                                                  | ruines                             | 32° 32′ 56″ N, 34° 55′ 14″ E       | Ma'ayan Tzvi, Ma'agan Michael,, Beit Hanania |
| Tall al-Shawk                     | Beisan        |                                                                    | 12 mai 1948          | 139                      | 3,685             |                                                   |                                                  | Aucune trace                       | 32° 29′ 49″ N, 35° 27′ 43″ E       | |
| al-Butaymat                       | Haïfa         |                                                                    | 1er mai 1948         | 128                      | 8,557             |                                                   |                                                  | Quelques murs                      | 32° 33′ 12″ N, 35° 05′ 38″ E       | Gal'ed, ancien Regavim |
| al-Fatur                          | Beisan        |                                                                    | 12 mai 1948          | 128                      | 729               | Gideon                                            |                                                  | Aucune trace                       | 32° 23′ 55″ N, 35° 31′ 36″ E       | |
| al-Dirdara                        | Safed         |                                                                    | 30 avril 1948        | 116                      | 6,361             | Yiftah                                            |                                                  | Aucune trace                       | 33° 03′ 05″ N, 35° 38′ 24″ E       | |
| Masil al-Jizl                     | Beisan        |                                                                    | 31 mai 1948          | 116                      | 5,873             |                                                   |                                                  | Aucune trace                       | 32° 27′ 15″ N, 35° 33′ 26″ E       | Kfar Ruppin |
| Shilta                            | Ramla         |                                                                    | 18 juillet 1948      | 116                      | 5,380             | Dani                                              |                                                  | Aucune trace                       | 31° 55′ 04″ N, 35° 01′ 14″ E       | Shilat, Kfar Ruth |
| al-Wayziyya                       | Safed         |                                                                    | 1er mai 1948         | 116                      | 3,826             | Yiftah                                            |                                                  | ruines                             | 33° 00′ 04″ N, 35° 34′ 37″ E       | |
| al-Duhayriyya                     | Ramle         |                                                                    | 10 juillet 1948      | 116                      | 1,341             |                                                   |                                                  | Quelques murs                      | 31° 56′ 46″ N, 34° 56′ 03″ E       | |
| al-Mansura                        | Ramla         |                                                                    | 20 avril 1948        | 104                      | 2 328             | Barak                                             |                                                  | Aucune trace                       | 31° 50′ 16″ N, 34° 51′ 26″ E       | |
| Qastel                            | Jérusalem     |                                                                    | 3 avril 1948         | 104                      | 1 446             |                                                   |                                                  | ruines                             | 31° 47′ 44″ N, 35° 08′ 39″ E       | Mevasseret-Tsion, Castel National Park |
| Ayn al-Mansi                      | Jénine        |                                                                    | 12 avril 1948        | 104                      | 1,295             |                                                   |                                                  | Aucune trace                       | 32° 35′ 36″ N, 35° 10′ 38″ E       | |
| Nasir al-Din                      | Tibériade     |                                                                    | 12 avril 1948        | 104                      |                   |                                                   | Massacre                                         | Aucune trace                       | 32° 46′ 43″ N, 35° 31′ 24″ E       | Tibériade |
| Marus                             | Safed         |                                                                    | 26 mai 1948          | 93                       | 3,183             | Hiram                                             | Acte de barbarie                                 | ruines                             | 33° 01′ 43,38″ N, 35° 31′ 41,61″ E | |
| al-Nabi Yusha'                    | Safed         |                                                                    | 16 mai 1948          | 81                       | 3 617             | Yiftah                                            |                                                  | ruines                             | 33° 06′ 46″ N, 35° 33′ 22″ E       | Ramot Naftali |
| Sabalan                           | Safed         |                                                                    | 30 octobre 1948      | 81                       | 1 798             | Hiram                                             |                                                  | Quelques maisons                   | 33° 00′ 42″ N, 35° 20′ 29″ E       | |
| Bayt Umm al-mais                  | Jérusalem     |                                                                    | 21 octobre 1948      | 81                       | 1 013             | Ha-Har                                            |                                                  | Quelques murs                      | 31° 46′ 52″ N, 35° 04′ 55″ E       | |
| al-Jalama                         | Tulkarem      |                                                                    | 1er mars 1948        | 81                       |                   |                                                   |                                                  | ruines                             | 32° 23′ 32″ N, 35° 00′ 35″ E       | |
| Dayr al-Hawa                      | Jérusalem     |                                                                    | 19 octobre 1948      | 70                       | 5 907             | Ha-Har                                            |                                                  | ruines                             | 31° 45′ 05″ N, 35° 02′ 14″ E       | |
| Ghabbatiyya                       | Safed         |                                                                    | 30 octobre 1948      | 70                       | 2 933             | Hiram                                             |                                                  | Quelques murs                      | 33° 00′ 53″ N, 35° 22′ 33″ E       | |
| Sufla                             | Jérusalem     |                                                                    | 19 octobre 1948      | 70                       | 2 061             | Ha-Har                                            |                                                  | ruines                             | 31° 44′ 05″ N, 35° 02′ 28″ E       | |
| Umm Kalkha                        | Ramla         |                                                                    | 7 avril 1948         | 70                       | 1 405             | Nachshon                                          |                                                  | Aucune trace                       | 31° 48′ 51″ N, 34° 51′ 57″ E       | Yesodot, |
| Dayr Abu Salama                   | Ramla         |                                                                    | 13 juillet 1948      | 70                       | 1,195             | Dani                                              |                                                  | ruines                             | 31° 56′ 57″ N, 34° 57′ 25″ E       | |
| Aqqur                             | Jérusalem     |                                                                    | 13 juillet 1948      | 46                       | 5,522             |                                                   |                                                  | Quelques murs                      | 31° 45′ 30″ N, 35° 04′ 56″ E       | |
| al-Kunayyisa                      | Ramla         |                                                                    | 10 juillet 1948      | 46                       | 3,872             | Dani                                              |                                                  | Quelques murs                      | 31° 53′ 18″ N, 34° 57′ 27″ E       | |
| Nitaf                             | Jérusalem     |                                                                    | 15 avril 1948        | 46                       | 1,401             |                                                   |                                                  | Quelques maisons                   | 31° 50′ 13″ N, 35° 03′ 55″ E       | |
| al Zuwaira PS                     | Beer-Sheva    |                                                                    | 25 novembre 1948     | 46                       |                   | Ouvda                                             |                                                  |                                    |                                    | |
| Al-Imara                          | Beer-Sheva    |                                                                    | 13 mai 1948          | 46                       |                   |                                                   |                                                  | Aucune trace                       | 31° 18′ 11″ N, 34° 31′ 14″ E       | |
| al-Jammama                        | Beer-Sheva    |                                                                    | 22 mai 1948          | 46                       |                   |                                                   |                                                  | Quelques murs                      | 31° 29′ 55″ N, 34° 41′ 10″ E       | Rouhama |
| Al-Khalasah                       | Beer-Sheva    | Photo de la localité                                               | 17 novembre 1948     | 46                       |                   | Yoav                                              |                                                  | Quelques murs                      | 31° 05′ 50″ N, 34° 39′ 09″ E       | |
| Asluj PS                          | Beer-Sheva    |                                                                    | 26 décembre 1948     | 46                       |                   | Yoav (voir aussi batailles de Bir Asluj (en))     |                                                  |                                    |                                    | |
| Auja al-Hafir                     | Beer-Sheva    |                                                                    | 27 décembre 1948     | 46                       |                   | Yoav                                              |                                                  |                                    | 30° 52′ 56″ N, 34° 23′ 38″ E       | Nessana |
| Ghamr PS                          | Beer-Sheva    |                                                                    | 5 mars 1949          | 46                       |                   | Ouvda                                             |                                                  |                                    |                                    | |
| Kurnub (actuelle Mamshit) PS      | Beer-Sheva    |                                                                    | 23 novembre 1948     | 46                       |                   | Ouvda                                             |                                                  |                                    | 31° 01′ 30″ N, 35° 03′ 50″ E       | |
| Um Rashrash                       | Beer-Sheva    |                                                                    | 10 mars 1949         | 46                       |                   | Ouvda                                             |                                                  |                                    |                                    | |
| Baysamun                          | Safed         |                                                                    | 25 mai 1948          | 23                       | 2,102             | Yiftah                                            |                                                  | Aucune trace                       | 33° 05′ 51″ N, 35° 34′ 46″ E       | |
| Yarda (Safed)                     | Safed         |                                                                    | 1er avril 1948       | 23                       | 1,368             | Yiftah                                            |                                                  | Quelques murs                      | 33° 00′ 27″ N, 35° 35′ 38″ E       | Ayelet-Hashahar et Mishmar-Hayarden |
| Fardisya                          | Tulkarem      |                                                                    | 1er avril 1948       | 23                       | 1,092             |                                                   |                                                  | Quelques maisons                   | 32° 16′ 41″ N, 35° 00′ 47″ E       | Sha'ar Efraim |
| Ism Allah                         | Jérusalem     |                                                                    | 17 juillet 1948      | 23                       | 568               | Dani                                              |                                                  | 1 ou 2 familles juives             | 31° 46′ 59″ N, 34° 57′ 19″ E       | |
| Dayr 'Amr                         | Jérusalem     |                                                                    | 17 juillet 1948      | 12                       | 3,072             | Dani                                              |                                                  | 3 familles juives ou plus          | 31° 46′ 37″ N, 35° 05′ 48″ E       | Eitanim |
| Abu Kabir                         | Jaffa         |                                                                    | 26 avril 1948        | incl.                    | incl.             |                                                   |                                                  |                                    |                                    | Tel Aviv |
| al-Manara                         | Haïfa         |                                                                    | 1er mars 1948        | incl.                    | incl.             |                                                   |                                                  | ruines                             |                                    | |
| al-'Urayfiyya                     | Safed         |                                                                    | 1er avril 1948       | incl.                    | incl.             | Yiftah                                            |                                                  | Aucune trace                       | 33° 06′ 38″ N, 35° 38′ 53″ E       | |
| al-Ghubayya al-Fawqa              | Haïfa         |                                                                    | 8 avril 1948         | incl.                    | incl.             | Mishmar HaEmek                                    |                                                  | ruines                             | 32° 36′ 05″ N, 35° 09′ 05″ E       | |
| al-Ghubayya al-Tahta              | Haïfa         |                                                                    | 8 avril 1948         | incl.                    | incl.             | Mishmar HaEmek                                    |                                                  | Aucune trace                       | 32° 36′ 27″ N, 35° 08′ 38″ E       | Midrakh Oz |
| al-Hamra'                         | Safed         |                                                                    | 1er mai 1948         | incl.                    | incl.             | Yiftah                                            |                                                  | Quelques murs                      | 33° 09′ 11″ N, 35° 38′ 51″ E       | |
| al-Husayniyya                     | Safed         |                                                                    | 21 avril 1948        | incl.                    | incl.             | Yiftah                                            | Massacre                                         | Quelques murs                      | 33° 09′ 11″ N, 35° 38′ 51″ E       | |
| al-Manshiyya                      | Tibériade     |                                                                    | 3 mars 1948          | incl.                    | incl.             |                                                   |                                                  | ruines                             | 32° 41′ 33″ N, 35° 33′ 29″ E       | Beit Zera |
| al-Mansura                        | Acre          |                                                                    | 1er novembre 1948    | incl.                    | incl.             | Hiram                                             | Expulsion                                        | Aucune trace                       | 33° 03′ 50″ N, 35° 20′ 05″ E       | Netu'a, Mattat, Abirim, Elkosh et Biranit |
| al-Nabi Rubin                     | Acre          |                                                                    | 1er novembre 1948    | incl.                    | incl.             |                                                   |                                                  | ruines                             | 33° 04′ 49″ N, 35° 17′ 29″ E       | Shomera, Even Menachem, Zar'it, Shtula |
| Arab al Zarra'a                   | Beisan        |                                                                    | 20 mai 1948          | incl.                    | incl.             |                                                   |                                                  |                                    |                                    | |
| Arab al-Shamalina                 | Safed         |                                                                    | 4 mai 1948           | incl.                    | incl.             | Yiftah                                            |                                                  | ruines                             | 32° 54′ 13″ N, 35° 36′ 08″ E       | Almagor |
| Arab al-Zubayd                    | Safed         |                                                                    | 20 avril 1948        | incl.                    | incl.             | Yiftah                                            |                                                  | ruines                             | 33° 04′ 44″ N, 35° 34′ 03″ E       | |
| Barrat Qisarya                    | Haïfa         |                                                                    | 15 mai 1948          | incl.                    | incl.             |                                                   |                                                  | Quelques maisons                   | 32° 30′ 34″ N, 34° 55′ 00″ E       | Or Aqiva |
| Bayyarat Hannun                   | Tulkarem      |                                                                    | 31 mars 1948         | incl.                    | incl.             |                                                   |                                                  | Quelques maisons                   | 32° 17′ 33″ N, 34° 51′ 42″ E       | |
| Eilabun                           | Tibériade     |                                                                    | 29 octobre 1948      | incl.                    | incl.             | Hiram                                             | massacre d'Eilabun                               |                                    | 32° 50′ 18″ N, 35° 24′ 03″ E       | |
| Wadi Hamam                        | Tibériade     |                                                                    | 22 avril 1948        | incl.                    | incl.             |                                                   |                                                  | Quelques murs                      | 32° 49′ 41,8″ N, 35° 29′ 32,13″ E  | |
| al-Jawfa                          | Jénine        |                                                                    | 12 mai 1948          | incl.                    | incl.             |                                                   |                                                  | Quelques murs                      | 32° 29′ 26″ N, 35° 26′ 01″ E       | Ma'ale Gilboa |
| al-Kasayir                        | Haïfa         |                                                                    | 16 avril 1948        | incl.                    | incl.             |                                                   |                                                  | ruines                             | 32° 47′ 36″ N, 35° 08′ 19″ E       | |
| al-Majdal                         | Tulkarem      |                                                                    | 1er mars 1948        | incl.                    | incl.             |                                                   |                                                  | Aucune trace                       | 32° 23′ 39″ N, 34° 56′ 15″ E       | |
| Khirbat Al-Manara                 | Haïfa         |                                                                    | 21 mai 1948          | incl.                    | incl.             |                                                   |                                                  | ruines                             | 32° 38′ 44″ N, 34° 57′ 52″ E       | Ofer, Kerem Maharal |
| al-Sawamir                        | Haïfa         |                                                                    | 22 mai 1948          | incl.                    | incl.             |                                                   |                                                  | Quelques murs                      | 32° 37′ 43″ N, 34° 57′ 30″ E       | Ofer |
| Khirbat al-Shuna                  | Haïfa         |                                                                    | 15 mars 1948         | incl.                    | incl.             |                                                   |                                                  | Quelques maisons                   | 32° 32′ 05″ N, 34° 56′ 51″ E       | |
| al-Tannur                         | Jérusalem     |                                                                    | 21 octobre 1948      | incl.                    | incl.             | Ha-Har                                            |                                                  | Quelques maisons                   | 31° 42′ 50″ N, 35° 02′ 50″ E       | Mata |
| al-Taqa                           | Beisan        |                                                                    | 15 mai 1948          | incl.                    | incl.             | Gideon                                            |                                                  | Aucune trace                       | 32° 36′ 42″ N, 35° 32′ 14″ E       | |
| Khirbat Karraza                   | Safed         |                                                                    | 4 mai 1948           | incl.                    | incl.             |                                                   |                                                  | Quelques maisons                   | 32° 54′ 40″ N, 35° 33′ 46″ E       | Chorazin et Amnon |
| Khirbat Ras ‘Ali                  | Haïfa         |                                                                    | 1er avril 1948       | incl.                    | incl.             |                                                   |                                                  |                                    | 32° 46′ 20″ N, 35° 09′ 17″ E       | |
| al-Zawiya                         | Beisan        |                                                                    | 16 mai 1948          | incl.                    | incl.             |                                                   |                                                  |                                    | 32° 35′ 50″ N, 35° 32′ 26″ E       | |
| Madahil                           | Safed         |                                                                    | 30 avril 1948        | incl.                    | incl.             | Matateh/Yiftah                                    |                                                  | Aucune trace                       | 33° 12′ 18″ N, 35° 38′ 30″ E       | |
| Majd al-Krum                      | Acre          |                                                                    | 29 octobre 1948      | incl.                    | incl.             | Hiram                                             | Massacre                                         |                                    | 32° 55′ 17″ N, 35° 15′ 25″ E       | |
| Sheikh Badr                       | Jérusalem     |                                                                    | 28 avril 1948        | incl.                    | incl.             |                                                   |                                                  |                                    | 31° 46′ 20,1″ N, 35° 11′ 50,04″ E  | |
| Suruh                             | Acre          |                                                                    | 1er novembre 1948    | incl.                    | incl.             |                                                   | Expulsion                                        | ruines                             | 33° 05′ 06″ N, 35° 17′ 35″ E       | Shomera, Even Menachem, Kefar Rosenwald, Shtula |
| Jish                              | Safed         |                                                                    | 29 octobre 1948      | incl.                    | 12,430            | Hiram                                             | Massacre                                         |                                    | 33° 01′ 19″ N, 35° 26′ 47″ E       | |
| al-Zabadida                       | Tulkarem      |                                                                    | 15 mai 1948          | incl.                    | 10,879            |                                                   |                                                  | Quelques maisons                   | 32° 15′ 11″ N, 34° 50′ 14″ E       | Yakum, Ga'ash |
| Arab al Subeih                    | Nazareth      |                                                                    | 19 avril 1948        | incl.                    | 8,686             |                                                   |                                                  |                                    |                                    | |
| al-Jalama                         | Haïfa         |                                                                    | 1er mai 1948         | incl.                    | 7,713             | d                                                 |                                                  | Inaccessible                       | 32° 43′ 24″ N, 35° 05′ 19″ E       | |
| Tabsur                            | Tulkarem      |                                                                    | 3 avril 1948         | incl.                    | 5,328             |                                                   |                                                  | Aucune trace                       | 32° 11′ 36″ N, 34° 52′ 38″ E       | Ra'anana et Batzra |
| al-Burj                           | Haïfa         |                                                                    | 15 février 1948      | incl.                    | 5,291             |                                                   |                                                  | Quelques murs                      | 32° 30′ 41″ N, 34° 56′ 34″ E       | Binyamina |
| Khirbat Zakariyya                 | Ramle         |                                                                    | 12 juillet 1948      | incl.                    | 4,538             |                                                   |                                                  | Aucune trace                       | 31° 56′ 16″ N, 34° 58′ 12″ E       | |
| Jindas                            | Ramle         |                                                                    | 12 juillet 1948      | incl.                    | 4,448             |                                                   |                                                  |                                    |                                    | |
| al-Muntar                         | Safed         |                                                                    | 20 juillet 1949      | incl.                    | 52                | Yiftah                                            |                                                  | ruines                             | 32° 59′ 21″ N, 35° 34′ 13″ E       | |
| Total                             | -             |                                                                    | -                    | 804 517                  | 17 131 675        | -                                                 |                                                  |                                    |                                    | |